# 第一代纳尔逊子爵霍雷肖·纳尔逊
海軍中將第一代納爾遜子爵霍雷肖·納爾遜，KB（英語：Vice Admiral Horatio Nelson, 1st Viscount Nelson，1758年9月29日—1805年10月21日），英國18世紀末及19世紀初的著名海軍將領及軍事家，在1798年尼羅河戰役及1801年哥本哈根戰役等重大戰役中帶領皇家海軍勝出，他在1805年的特拉法加戰役擊潰法國及西班牙組成的聯合艦隊，但自己在戰事進行期間中彈陣亡。
納爾遜生於諾福克郡一個小康之家，1771年倚靠舅父的關係加入海軍，很快在軍中備受賞識，屢獲擢升，1779年首次擔任軍艦艦長。不過他在美國獨立戰爭完結後一度在西印度群島惹上官非，返國後又賦閒在家，至1789年法國大革命爆發後，英、法日益交惡，他才在1793年獲重新重用，被派往地中海一帶服役。納爾遜在土倫附近一帶參與過幾場小型戰事，協助英方攻下科西嘉島，但期間失去右眼。後來在1797年的聖文生戰役中，他率兵先後登上兩艘敵方戰艦展開惡鬥，因而聲名大噪。
聖文生戰役後不久，納爾遜在加那利群島的聖克魯斯-德特內里費進行另一次軍事行動時，失去右臂，被迫返回英國休養。他在翌年1798年復出，帶領英軍在尼羅河戰役重挫法國海軍，此後繼續留守地中海，協助那不勒斯對抗法國入侵，但後於1800年被召回國。在1801年，納爾遜再獲起用，前往波羅的海，在哥本哈根戰役中擊敗丹麥海軍。此後，他再被派往地中海阻止土倫的法國艦隊駛離地中海，但不成功，雙方於大西洋及加勒比海展開追截，最終法國艦隊成功逃逸。納爾遜返國稍作休息後，在1805年9月再度出擊堵截位於加的斯的法、西聯合艦隊，並在10月21日爆發特拉法加戰役，納爾遜在戰事中取得英國海軍史上其中一次最重大的勝利，但他自己卻中彈陣亡，身後遺體運返英國，落葬於聖保羅大教堂。
雖然納爾遜與漢彌爾頓爵士夫人艾瑪的風流生活在他生前一度招來不少閒言蜚語，成為輿論的焦點。不過自去世以後，納爾遜被英國人普遍視為偉大的軍事人物，他的英雄色彩在19世紀中葉開始得到宣揚，令他在第一次世界大戰以前成為大英帝國與英帝國海上霸權的象徵之一。即使到現代，納爾遜在不少英國人心目中仍享有崇高地位，現今位於倫敦西敏的特拉法加廣場，即為紀念納爾遜而在1843年建成的。

## 生平

### 早年生涯

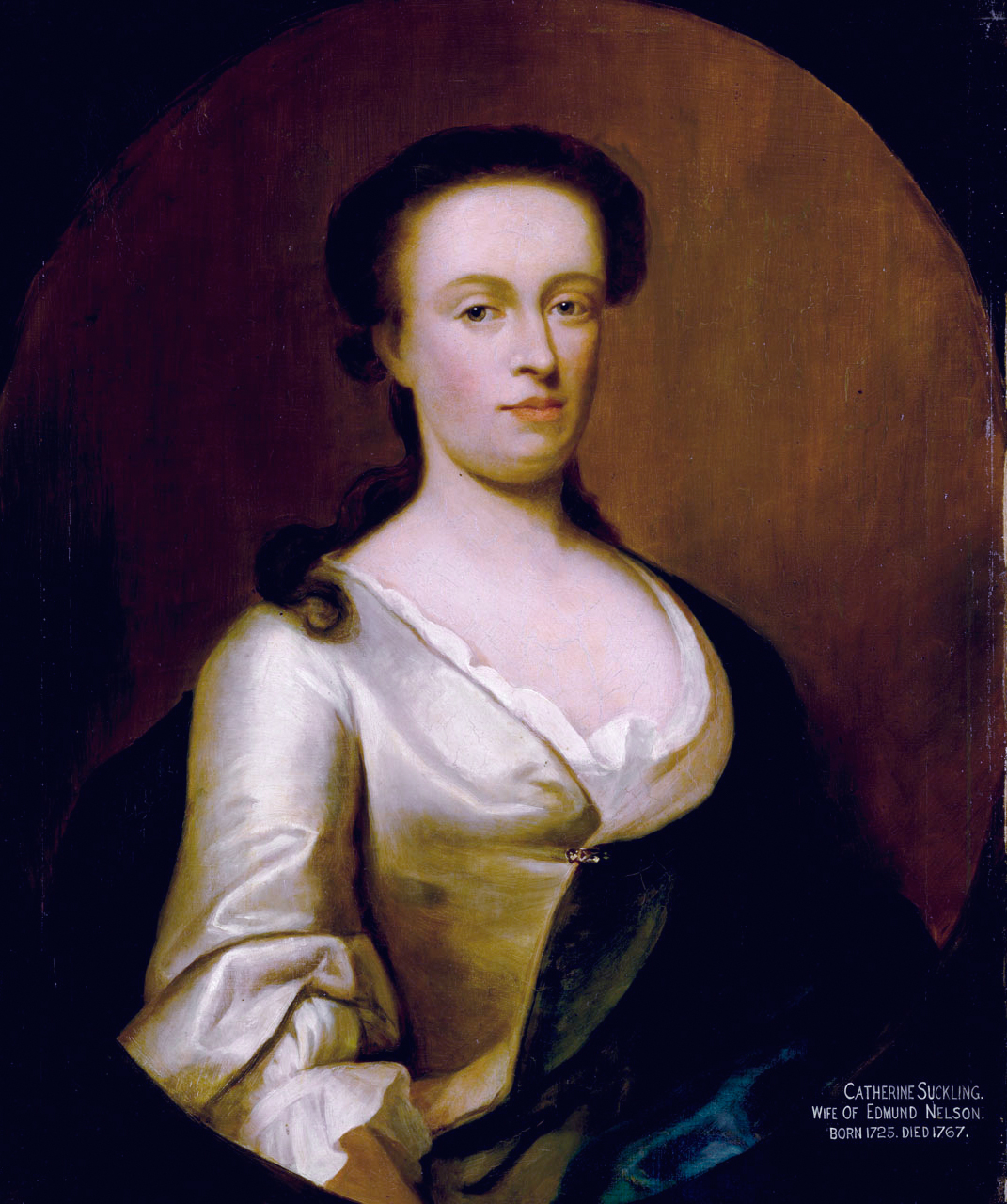
納爾遜之母

納爾遜在1758年9月29日生於英格蘭諾福克郡伯納姆村（Burnham Thorpe）的堂區牧師寓所，父親埃德蒙·納爾遜牧師（Reverend Edmund Nelson，1722年－1802年）為當地的堂區牧師，母親為凱瑟琳·索克令（Catherine Suckling，1725年－1767年），是西敏榮譽領俸牧師莫里斯·索克令博士（Reverend Dr Maurice Suckling）之女。凱瑟琳·索克令本身為已故英國首相羅伯特·沃波爾爵士（即第一代奧福德伯爵）的其中一位姪外孫女，也是輝格黨政治家第二代奧福德勳爵（2nd Lord Walpole，1723年－1809年，後晉為第一代奧福德伯爵）的表妹。第二代奧福德勳爵同時是納爾遜的教父，因此父母為納爾遜起名時，取用其教父的教名「霍雷肖」（Horatio）。
納爾遜的父母在1749年5月11日結婚，共生有11位孩子，納爾遜排行第六，但十一名孩子中僅有八位存活下來，當中納爾遜是家中第三位沒有夭折的孩子。納爾遜9歲喪母，故家中大小皆要由父親一力承擔。納爾遜幼年時入讀位於諾維奇的英皇愛德華六世文法學校，後來再轉到北沃爾沙姆（North Walsham）的約翰·帕斯頓爵士學校（Sir John Paston's School）繼續學業，可是他在12歲那年中途輟學。

### 投身海軍
在1770年秋天，福克蘭危機爆發，皇家海軍受命動員防範與西班牙爆發了海戰，納爾遜任職海軍的舅父，海軍上校莫里斯·索克令（Captain Maurice Suckling，1726年－1778年）遂獲奉命指揮停泊於查塔姆港，擁有64門砲的三等戰艦HMS合理號（HMS Raisonnable），以準備隨時奉召出征。自少便希望出海的納爾遜於是趁此機會加入皇家海軍，在1771年1月1日，年僅12歲的他正式以普通海員及艇長身份到舅父麾下的合理號服役，登艦後不久又獲委為海軍候補少尉，接受正式訓練。

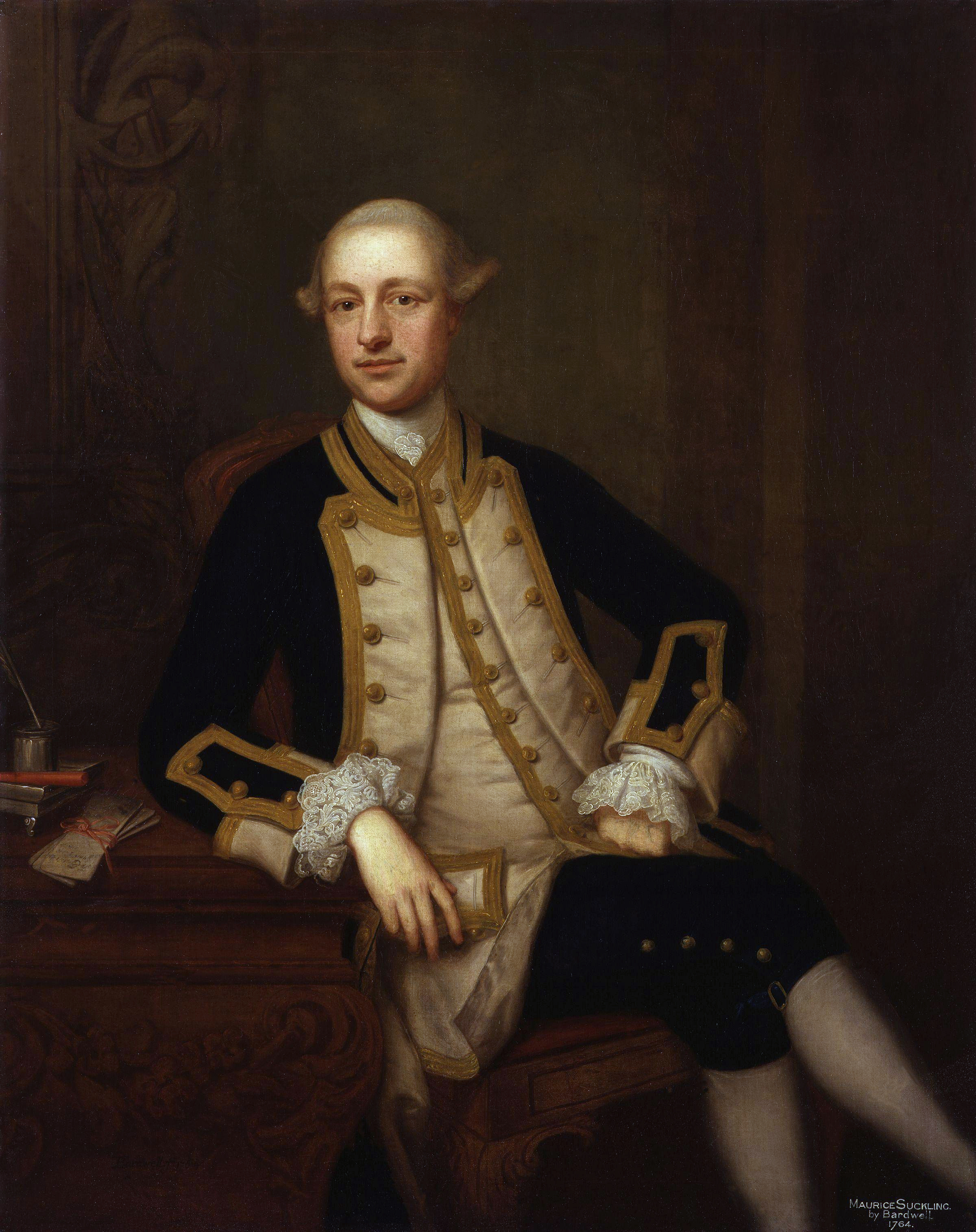
莫里斯·索克令上校

但不久以後，福克蘭危機不戰而解，索克令遂內調回泰晤士河指揮HMS喜悅號（HMS Triumph）。有鑑於在內河工作無助海員訓練，索克令安排納爾遜到一艘由其舊部擔任船長的商船工作，並出發到西印度群島一帶。納爾遜出海14個月後返回英格蘭，但這次的出海沒有帶來特別愉快的經歷，相反，他還一度對繼續投身海軍的選擇有所保留。在1773年，納爾遜成功爭取到海軍上校史格芬頓·路特維奇（Captain Skeffington Lutwidge）指揮的HMS卡爾卡斯號（HMS Carcass）任職，參與北極探險，以試圖找尋通往印度的不凍航道。納爾遜所屬的船隊雖然避過斯匹次卑爾根島一帶的冰雪，但始終也無功而還，而納爾遜在一次未經批准的探險行動中，更差點為北極熊所傷。
在1773年10月返抵英格蘭後，納爾遜在舅父安插下轉到屬於巡防艦的HMS海馬號（HMS Seahorse）服役，隨艦前往印度。在艦上服役兩年期間，他先後到過馬德拉斯（今清奈）、加爾各答、錫蘭（今斯里蘭卡）、孟買及伊拉克的巴斯拉等地，但到1775年秋天因瘧疾危殆而啟程返國，1776年9月乘巡防艦HMS海豚號（HMS Dolphin）到達英格蘭。這時的納爾遜雖然一度顯得憔悴和落寞，但當他得知舅父獲擢升為海軍管制官（Controller of the Navy）後，病情旋即大大改善，且獲委任為HMS伍斯特號（HMS Worcester）的署理海軍上尉。
納爾遜於1777年4月在海軍辦公室參加海軍上尉試，在任職海軍管制官的舅父擔任主考官之情況下，他順利通過考試，隨即在考試翌日獲委任為海軍上尉，發到海軍上校威廉·洛克爾（Captain William Locker）麾下的巡防艦HMS洛斯托夫特號（HMS Lowestoffe），前往牙買加。洛克爾早年曾師從於愛德華·霍克爵士（Sir Edward Hawke），並素仰霍克以大膽及進取著稱的海軍戰術。納爾遜本身也相當欽佩洛克爾的軍事才能，兩人在日後成為好友之餘，納爾遜更在後來的回憶中稱讚洛克爾是他的啟蒙老師。

### 美國獨立戰爭
納爾遜最初隨洛斯托夫特號出發前往西印度群島的牙買加，當時時值美國獨立戰爭，故該艦的主要任務是從海路堵截革命份子，但在1778年2月法國加入對英國宣戰後，新任牙買加總司令彼得·帕克爵士（Sir Peter Parker）將他收歸旗下，在旗艦上供職，至於他原本在洛斯托夫特號的職務則由海軍上尉庫斯伯特·柯靈烏（Lieutenant Cuthbert Collingwood，後為柯靈烏勳爵）接替。在1778年10月，納爾遜獲悉舅父的死訊，雖然這位舅父生前對他提攜有加，但這時的納爾遜已可憑藉自身的才華，引來上司的賞識。在同年12月，他獲派往雙桅橫帆船HMS獾號（HMS Badger）任職中校，巡弋蚊子海岸一帶，及至1779年6月獲擢升為海軍上校，同時獲委任巡防艦HMS欣欽布魯克號（HMS Hinchinbrook）的船長，當時時年僅21歲。

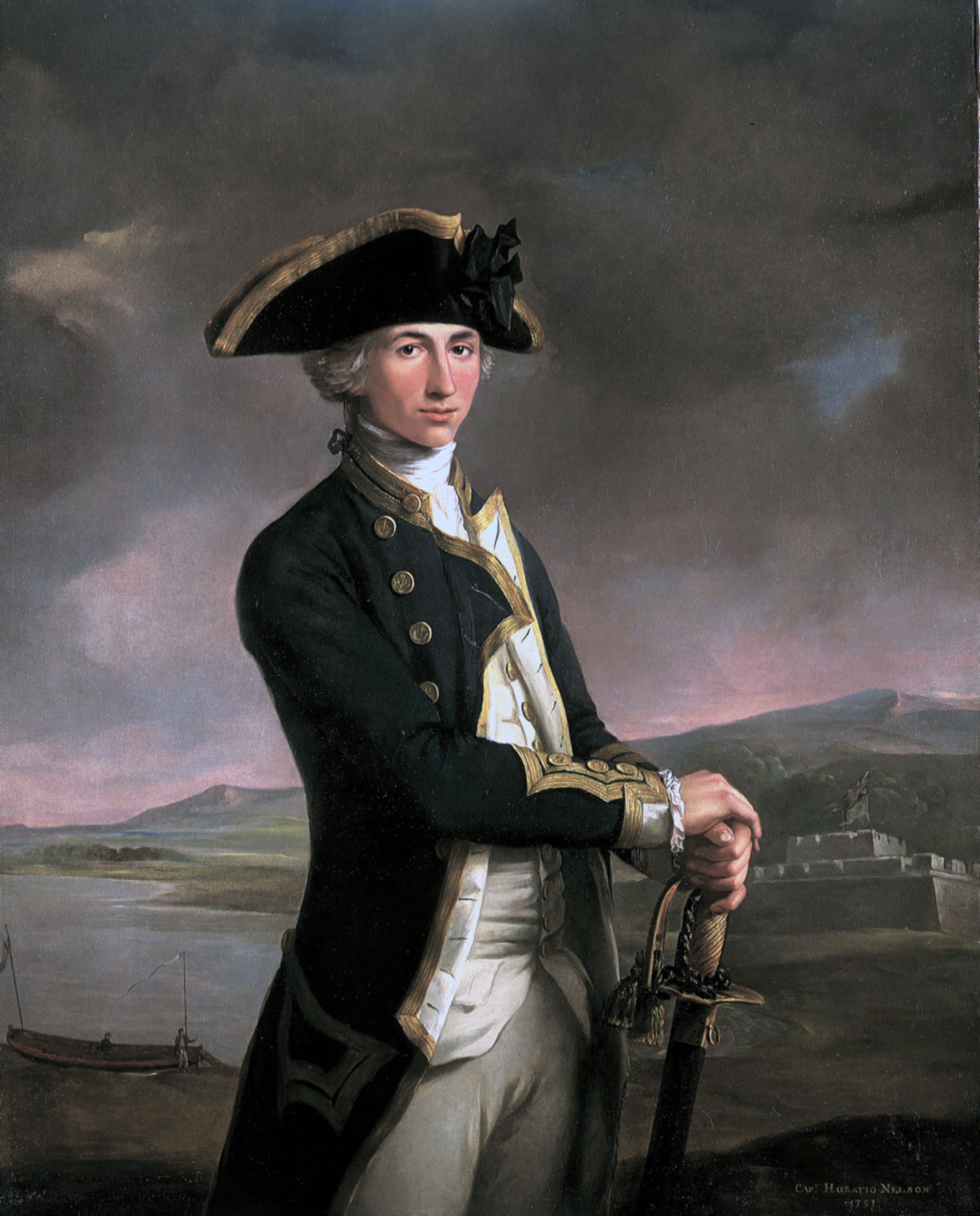
早年的納爾遜，袖上裝飾是他升任上校後，由畫師臨時加上的

尚在等待欣欽布魯克號抵達牙買加時，納爾遜有份參與當地皇家港的防衛建設，以防法國海軍攻擊。在9月1日，他正式接管欣欽布魯克號，再度出發前往蚊子海岸。由於其時西班牙也已經對英國宣戰，時任牙買加總督約翰·達林少將（Major-General John Dalling，後為爵士）遂計劃對中美洲用兵，企圖經蚊子海岸取道聖胡安河，再到達尼加拉瓜湖。熟悉當地的納爾遜被指派參與這次行動，協助軍隊探路登岸。在1780年3月24日，軍隊登陸聖胡安河口一帶的沙灘，但士兵多不諳河道航行，故納爾遜連同50名水手及海員自告奮勇，結伴同行，溯河而上。其時屬於旱季，河床水位低淺，使航行甚為困難，不過軍隊仍成功在4月10日抵達聖胡安唯一一座的防禦雕堡。納爾遜當初建議立即進行攻城，但受將士反對，結果軍隊圍城18日後才攻陷碉堡，堡內西班牙人出城投降。然而在城陷不久以後，當地開始暴雨連連，軍中大批士兵染上熱帶病，死傷忱籍，連納爾遜也不例外，他被人用獨木舟送返岸邊以後，再乘船回牙買加接受治療，但病情卻愈益惡化，同年9月遂乘坐由友人威廉·康沃利斯上校（Captain William Cornwallis，後為爵士）指揮的HMS獅子號（HMS Lion），動身返國。
返國後，納爾遜在巴斯休養了一段日子，病癒後回家鄉伯納姆村小住，探望家人後，再於1781年秋天出任巡防艦HMS阿爾伯馬爾號（HMS Albemarle）的艦長，參與在北海海域護送船隊的任務。至1782年4月，他再受命出發護衛一支船隊橫越大西洋，前往紐芬蘭的聖羅倫斯，然後再到波士頓，途中險遇一支由四艘法國戰列艦組成的分遣艦隊。納爾遜在9月抵達魁北克，11月轉抵紐約，他在當地結識英皇喬治三世之子威廉·亨利王子（後為威廉四世），兩人後來成為畢生好友。隨後，納爾遜再乘阿爾伯馬爾號轉到西印度一帶，聯同另外三艘小型戰艦，企圖襲擊特克斯島上的法國駐軍，但不成功。行動失敗後不久，英、法、美媾和的消息傳至，納爾遜唯有在1783年6月返國。
戰後的納爾遜一度賦閒在家，於是打算學習法文。在1783年10月，他與一位軍中友人前往法國聖奧默爾，但在當地卻未有認真學習，未幾就在1784年1月回到英格蘭。納爾遜一度有意參選下議院和表態支持小威廉·皮特，可是未能覓得合適選區出選。兩個月後，他獲軍方委任指揮HMS北風神號（HMS Boreas），前往背風群島。雖然當時英國已經承認美國獨立，但基於國會方面未就《航海法案》作出相應修訂，結果理論上如果這一帶的英國殖民地臣民如向外國（包括美國）通商，即屬違法。由於背風群島一帶主要生產經濟作物，本身十分依賴來自美國的食物及原料入口，故此法案一旦嚴格執行，將迫使他們不得不負擔高昂的運費，向英國本土、愛爾蘭及加拿大等地入口糧食和原料，可導致平時的生活開支暴漲三倍，假如發生飢荒，情況則更見嚴重。有見及此，當地殖民地政府未有認真執行《航海法案》，對於居民與美國商船通商不加追究。然而，納爾遜抵達背風群島後，卻雷厲風行，嚴格執行《航海法案》，聯同海軍上校庫斯伯特·柯靈烏等人扣查多艘企圖與殖民地通商的美國船隻。納爾遜的掃蕩行動招來其上司，即西印度群島英軍總司令理查·休斯爵士（Sir Richard Hughes）及安提瓜總督托馬斯·謝萊爵士（Sir Thomas Shirley）的相當不快，而當地居民也對其行動甚表反感。不久以後，更有遭扣押的美國商人入稟法院，狀告納爾遜非法扣查船隻，要求對他處以監禁刑罰。訴訟期間，納爾遜還被禁止上岸，結果只好一直待在北風神號上等待判決。
儘管如此，納爾遜仍然在訴訟期間到訪尼維斯島，並在1785年春天於該島邂逅守寡少婦法蘭西斯·「芬尼」·尼斯貝（Frances "Fanny" Nisbet），兩人相識一段時間後決定訂婚。及至1786年11月，納爾遜的好友威廉·亨利王子到訪背風群島，這時已成為巡防艦海軍上校的威廉·亨利堅持指定要納爾遜帶他在群島一帶遊歷，同時法院裁定他罪名不成立，這才打破他在群島的孤立地位。在1787年3月11日，納爾遜及法蘭西斯在威廉·亨利王子的見證下，於尼維斯島結婚，未幾，納爾遜在西印度群島任滿離開，遂於同年6月乘北風神號回國，至於法蘭西斯則在稍後時間乘一艘商船跟隨。在此後大約五年的時間中，納爾遜與妻子主要在英格蘭定居，靠領半薪過活，主要時間都待在諾福克郡和父親一起，由於他在訴訟其間的訟費要由政府承擔，令海軍部對他有所保留，加上承平時期較少艦隻服役，使他一直也找不到服役的機會。

### 地中海生涯
在1789年法國大革命爆發後，歐洲局勢日益不穩，才使得納爾遜獲重新起用。1793年1月，海軍部委派納爾遜指揮停泊於查塔姆港、擁有64門砲的HMS阿伽門農號（HMS Agamemnon）。到2月1日，法國正式向英國宣戰，英國加入第一次反法同盟，戰幔旋即拉開。在同年5月，他的阿伽門農號加入由塞繆爾·胡德爵士（Sir Samuel Hood，後為胡德勳爵）統領的地中海艦隊，開赴土倫攔截法國海軍。在8月，土倫人民因反對雅各賓黨的恐怖統治，於是開城迎接英軍，要求英軍守城防衛土倫。由於胡德軍員有限，納爾遜被委派前往那不勒斯，向國王費迪南四世求援。納爾遜在10月返回土倫後，獲調到由海軍准將羅伯特·林茨（Commodore Robert Linzee）任指揮的分遣艦隊，至10月22日駛至薩丁尼亞對開海域時，遇上一支由法國巡防艦組成的分遣艦隊。納爾遜的阿伽門農號一度與擁有40門砲的法艦墨爾波墨涅號（Melpomene）互相開火，但納爾遜一方寡不敵眾，最後在其他英艦協助下逃出。此後，納爾遜與林茨轉到突尼斯，試圖拉攏當地統治者的支持，但卻發現法國已早到一步，無功而返。步入12月，英方主將胡德因不敵法軍而決定撤離土倫，標誌著英軍在土倫戰役中敗退，而當年聖誕節身在來亨（今利佛諾）的納爾遜，則負責收容由土倫逃來的大批難民。
在1794年1月，胡德委託納爾遜出兵封鎖受法國管治的科西嘉島，與科西嘉反法領袖巴斯誇·帕歐里及其支持者合作。可是，這次行動卻未能得到陸軍配合，其中陸軍將領大衛·鄧達斯（David Dundas，後為爵士）更拒絕予以支援。儘管如此，胡德依舊計劃派兵向科西嘉島的巴斯蒂亞發動圍城，而且只派出分遣艦隊轄下的海軍陸戰隊，沒有陸軍協助。在4月4日，納爾遜帶領這支軍隊登陸科西嘉，5月23日成功使巴斯蒂亞的守軍投降。同年6月，納爾遜又轉到卡爾維進行另一次攻城，這次的行動得到陸軍的協助。在7月12日，納爾遜在戰事中被敵軍投擲的亂石擊中臉部，造成右眼永久失明，而卡爾維的法軍一直堅守至8月10日，方才投降。此後，納爾遜的阿伽門農號在冬天主要游走於來亨、熱那亞及科西嘉等地，期間曾參與行動封鎖普羅旺斯一帶的海岸，以及在來亨修補艦隻。

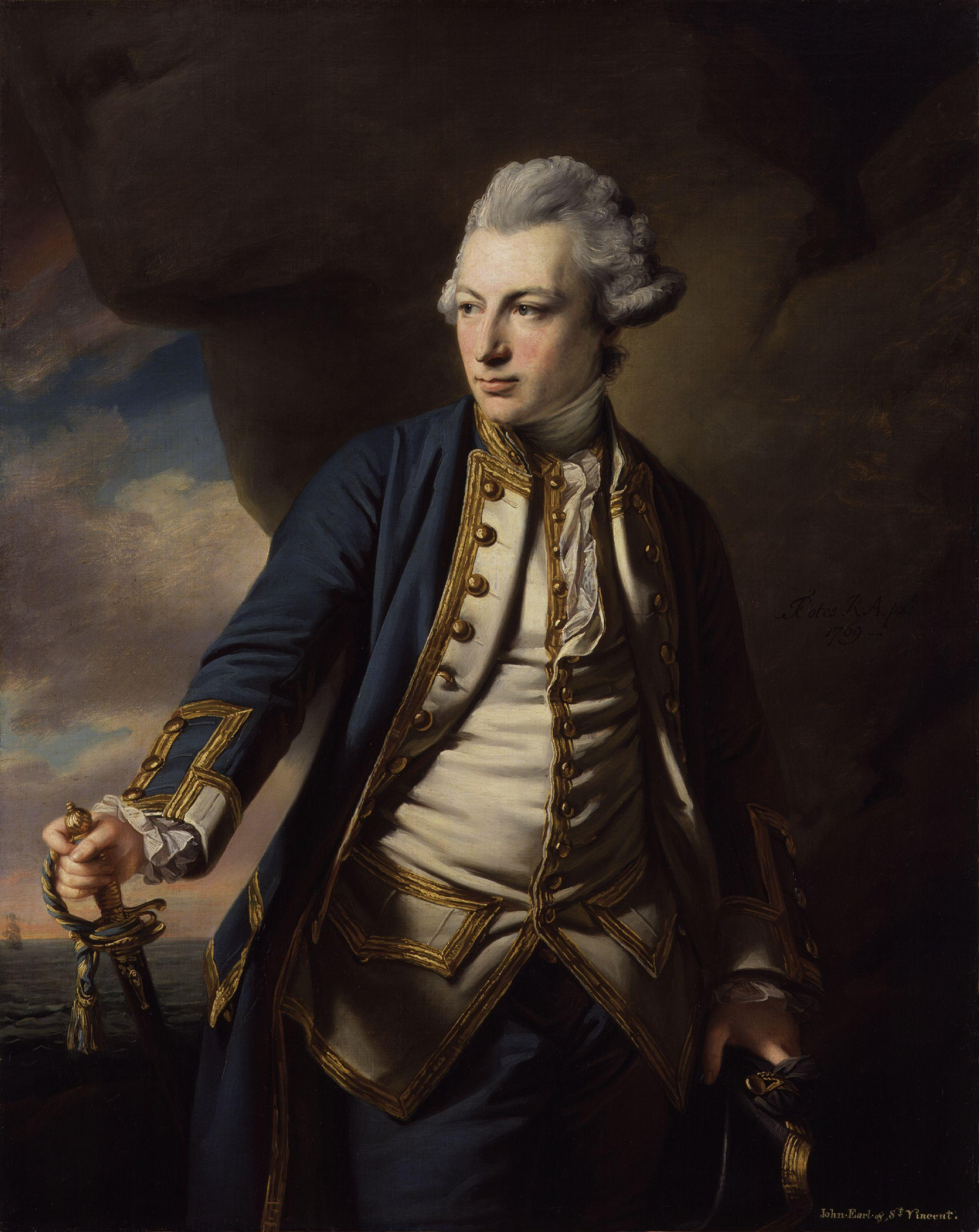
約翰·查維斯爵士
（後為聖文生伯爵）

在1795年3月，駐紮於土倫的17艘法國戰列艦組成艦隊，試圖突破英方防線，及重奪科西嘉島。當時署理地中海艦隊總司令一職的海軍中將威廉·霍特漢姆（Vice-Admiral William Hotham，後為霍特漢姆勳爵）聞訊後，立即派出手下15艘戰列艦出擊攔截，而其中一艘更是從法軍手上俘獲的。後在3月13日及3月14日的戰事中，英方再從敗逃的法軍中奪多兩艘戰艦。在連場戰事中，納爾遜指揮的阿伽門農號多番乘勝追擊，直擊法軍，成為英方致勝原因之一。不過，納爾遜卻對霍特漢姆相當不滿，他批評霍特漢姆過份守成，太早將他召回，以致錯失再下一成，全殲敵艦的大好機會。隨後在7月14日的戰事入面，英軍再從法軍手上俘獲多一艘戰艦，但納爾遜帶頭追擊敵艦至敵方沿岸一帶時，再次被霍特漢姆召回，使他對霍特漢姆愈益反感。法軍重奪科西嘉的計劃失敗後，納爾遜被改派指揮一支小分遣艦隊，負責支援奧地利陸軍，另外還決定封鎖雖然表面保持中立，但卻日漸親法的熱那亞港口。納爾遜封鎖熱那亞全憑個人決定，事前未有通知上級，行動隨時不獲英政府承認，甚至要負法律責任，但最後行動未有招來話柄。在1795年夏天，納爾遜的艦隊主要在來亨海岸一帶支援奧地利陸軍，數度與法艦展開零星戰鬥，而奧地利軍的消極表現令納爾遜感到失望。同年11月尾，奧軍復被法軍大敗，撤回內陸，納爾遜惟有無功而退。
在1796年1月，約翰·查維斯爵士（Sir John Jervis，後為聖文生伯爵）接任地中海艦隊總司令，納爾遜旋即獲得查維斯的信任及重用。在同年4月，查維斯擢升納爾遜為海軍准將，6月他再獲任命指揮擁有74門砲的HMS上校號（HMS Captain），而原先指揮的阿伽門農號則返回英國維修。到8月，查維斯更破格任命納爾遜為署理海軍少將。與此同時，地中海的局勢卻不斷惡化，一方面，法軍在拿破崙·波拿巴將軍的帶領下進軍意大利北部，另一方面，西班牙因為時局而被迫加入法國一方作戰，使到地中海艦隊處於惡劣形勢。是年秋天，英政府內部決議放棄科西嘉，下令將艦隊撤離地中海。不過，由於通訊落後，政府一時未能將消息立即傳至地中海，結果很多重大決策要由查維斯及科西嘉副王吉爾伯特·艾略特爵士（後為明托伯爵）決定。在納爾遜的堅持下，艾略特在10月撤離科西嘉島所有英軍，並運走巴斯蒂亞的物資，移師至英軍在地中海的最後根據地厄爾巴島；至於地中海艦隊則撤退到直布羅陀。正因為納爾遜等人及時撤走科西嘉島上的軍員物資，才避過法國海軍的來襲。
為營救孤守厄爾巴島的艾略特等人，納爾遜在12月15日帶領兩艘巡防艦出發拯救，在途中遇上兩艘西班牙巡防艦，經過激戰後，納爾遜指揮的HMS米內娃號（HMS Minerve）俘獲對方的聖撒比納號（Santa Sabina）及該船船長唐·雅各布·斯圖爾特（Don Jacobo Stuart，詹姆斯二世的一名曾孫）。戰後翌日，納爾遜復遇上一支西班牙艦隊，於是只好放棄所有俘獲品逃遁。至12月25日聖誕節，納爾遜終於抵達厄爾巴島的費拉約港，接走艾略特及其他海軍物資，但陸軍主將卻以未有命令為理由堅持留守。納爾遜在1797年1月29日駛回至直布羅陀一帶海域，因接報英、西艦隊駛過直布羅陀海峽而決定加速追趕，但未有發現，最後在2月13日回直布羅陀與查維斯會合，回到上校號指揮。

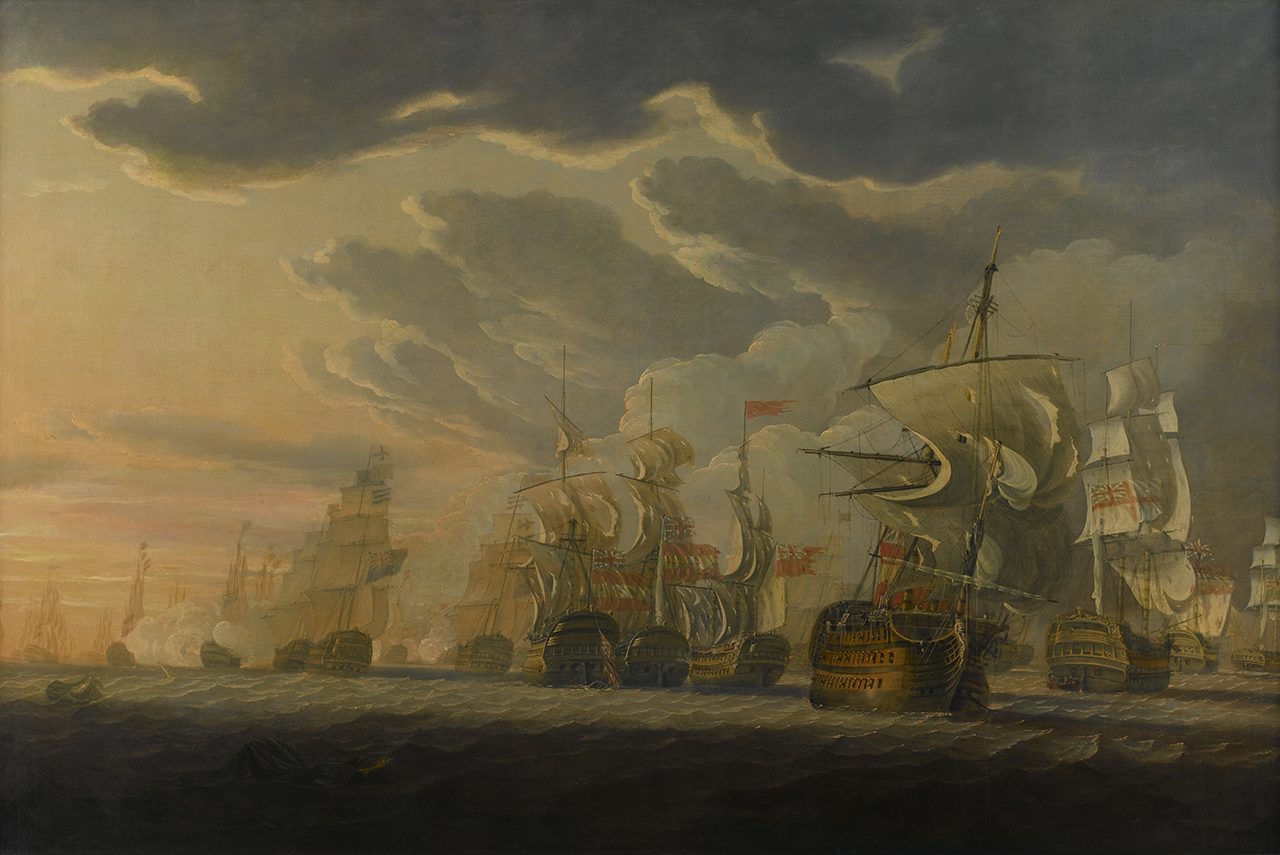
聖文生戰役

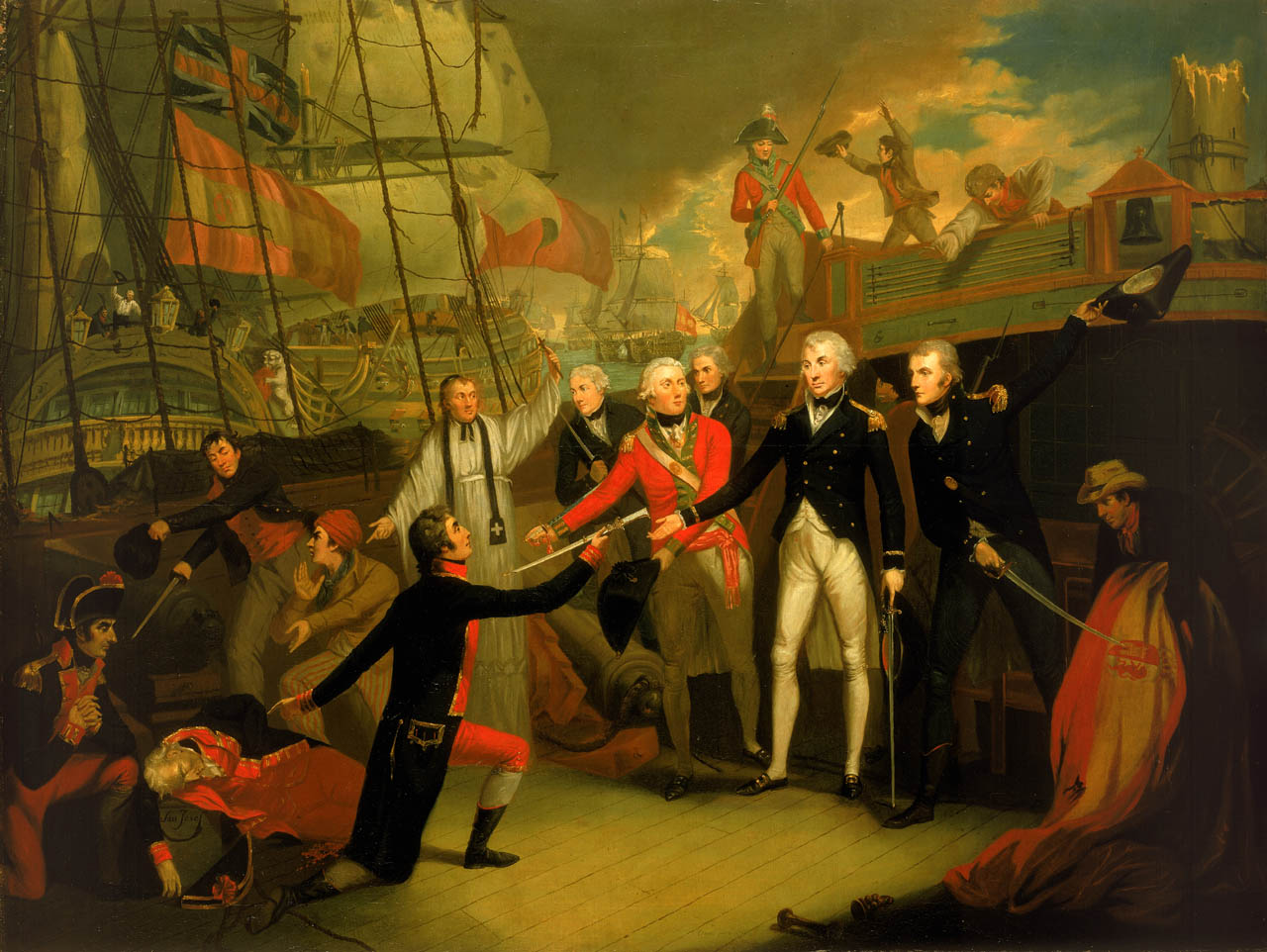
納爾遜在聖約瑟夫號上主持受降式

查維斯一直有留意西班牙海軍的動向，而就在納爾遜與之會合的翌日，即1797年2月14日早上，英方在大霧中偵測得西班牙艦隊出沒於聖文生角以西約25英里海域，一直守候的英方艦隊隨即出擊，史稱聖文生戰役。當日查維斯並不清楚西班牙海軍的確實陣容，只見對方艦隊共戰列艦隊大約27艘，分兩隊迎來，規模較少的一隊屬護衛艦隊，敵方另有22艘較小型的戰艦，其中17艘屬於主力。查維斯最初估算西班牙會派出29艘戰列艦對付他手下的15艘戰列艦，但眼見敵方艦隻數量比想像中少，加上敵方艦隻設備落後，他立即下命令率艦切入兩隊西班牙艦隊之中，然後乘風向「包抄」（rolling up）敵方主艦隊後部進行攻擊。查維斯的計劃最初進展順利，但這時負責統領西班牙護衛艦隊的海軍中將唐·胡安·祖亞昆·莫雷諾（Vice-Admiral Don Juan Joaquín Moreno）卻冒死反擊，試圖留難查維斯及他附近的英艦，至於西班牙總司令唐·何塞·德·科爾多瓦（Don José de Córdoba y Ramos）的主力艦群雖然因此一時失去支援，但卻趁機會反攻英方艦隊後方，試圖翻身扭轉局勢。
有見局勢逆轉，查維斯隨即命令海軍少將查爾斯·湯普森（Rear-Admiral Charles Thompson，後為爵士）及其後軍搶風轉向以應對敵方變陣，可是湯普森卻遲遲未有聽命，只有納爾遜的上校號當機立斷，見勢轉向脫離艦隊，再與英方前軍會合，向西班牙主力艦群的背風面駛去，以期制約敵軍活動。繼納爾遜及部份英艦開向敵軍主力艦群的背風面後，其餘英艦則駛往敵方主力之迎風面，兩者形成夾擊之勢，雙方隨即陷入激烈戰鬥。當中納爾遜麾下的上校號與敵方的聖尼古拉斯號（San Nicolas）及聖約瑟夫號（San Josef）展開近距離惡鬥，而庫斯伯特·柯靈烏上校指揮的HMS卓越號（HMS Excellent）則駛到另一邊向敵軍發砲，一時漫天砲火，更有敵方戰艦應接不暇而相撞。眼見自己的上校號損毀不堪，納爾遜遂趁機會率一隊人馬跳上敵方的聖尼古拉斯號，與敵軍埋身肉搏，拼死進行血腥決鬥；而緊鄰在旁、體積更大的聖約瑟夫號眼見聖尼古拉斯號被納爾遜等人登上，也不顧英艦砲火攻擊，全力向上校號及聖尼古拉斯號發砲，以企圖驅散英軍。然而，在沒多久後，納爾遜再率部下成功闖上聖約瑟夫號甲板，進行新一輪的血腥搏鬥，最後納爾遜重創聖約瑟夫號艦長，兩艦唯有投降。聖文生戰役持續至日落時份方告結束，最終以西班牙徹底戰敗告終，而英方更從西班牙手上俘獲四艘艦隻，不過，西班牙的首要主力、擁有四層的聖三一號（Santissima Trinidad），卻在戰事中僥倖逃逸。
儘管英軍在聖文生戰役勝出，應歸功於整體團隊合作無間，但納爾遜在戰事中當機立斷，配合總司令的謀略，離隊往敵軍直衝、以及身先士卒，先後登上兩艘未投降的敵艦進行埋身肉搏，實屬英國史無前例。納爾遜在戰事的貢獻對英軍勝出發揮一定影響，其表現更令眾人留下深刻印象，當中，艾略特爵士全程在另一艘巡防艦上目睹了納爾遜整個作戰過程，而其部將陸軍上校約翰·德林沃特（Colonel John Drinkwater）事後更被派往訪問納爾遜，對戰事過程作詳細紀錄；另一方面，納爾遜自己也對聖文生戰役的作戰過程加以筆錄，並寄給身在英國的故友洛克爾上校。這些著述很快就在英國相繼出版，以及經傳媒大肆報導後，引起社會極大迴響，一時之間，納爾遜成為了全國上下熱烈追捧的英雄人物，深受國民愛戴。查維斯一行人凱旋返國後，隨即獲得英廷封賞，其中總司令查維斯獲封世襲伯爵，成為聖文生伯爵，不少將領也因軍功獲封世襲從男爵。納爾遜曾經公開表示希望獲勳從男爵，但由於他膝下猶虛，加上從男爵爵位並不附帶星章和綬帶，結果他在5月27日獲勳KB勳銜，另外，他早前在2月20日再獲正式擢升為海軍少將。

### 失去右臂
自聖文生戰役後，西班牙艦隊撤退到加的斯，聖文生伯爵（即之前的查爾斯爵士）遂擬定計劃封鎖加的斯，以及迫使西班牙艦隊出海。為加大封鎖力度，他又特命駐防近岸的納爾遜率艦在加的斯口岸處駐紮。可是在1797年5月及6月，皇家海軍位於英國斯皮特海德（Spithead）及諾爾（Nore）的艦隊發生叛變，一度使本土海域的海軍陷於癱瘓。事變平息後，由於聖文生的地中海艦隊軍紀嚴明，士氣高昂，因此不少未受影響的艦隻隨即被調往其麾下服役。其中一艘叫HMS忒修斯號（HMS Theseus）的戰艦加入時，軍紀尤其弛廢，該艦艦長即被撤換，改由納爾遜任該艦指揮。納爾遜就任時，只帶同他的旗艦艦長拉爾夫·維萊特·米勒（Ralph Willett Miller）及數名隨員，但不出兩星期後，納爾遜等即贏得艦上軍心，士氣大振，使軍紀恢復。雖然如此，不少新近調來的艦隻，軍心仍然不穩，對整支艦隊構成不穩定因素。在7月3日至7月4日間的晚黑時份，聖文生派出一艘砲艦，由幾艘小船護衛下砲轟加的斯，但在數天以前的一次同類型軍事行動中，就發生過小艦拒絕服從命令駛近西班牙的砲艇，所以在今次行動中，納爾遜親自乘坐一艘駁船帶領砲艦前進，而且再與敵軍進行埋身血鬥，期間他兩度險遭敵軍以短彎刀劈頭，但都被一位名叫約翰·西克斯（John Sykes）的艇長營救，伸出手臂為他擋了兩刀，才得以逃過大難。事後納爾遜傳令褒揚西克斯的英勇行為，而且將他擢升，一時使軍心為之一振。

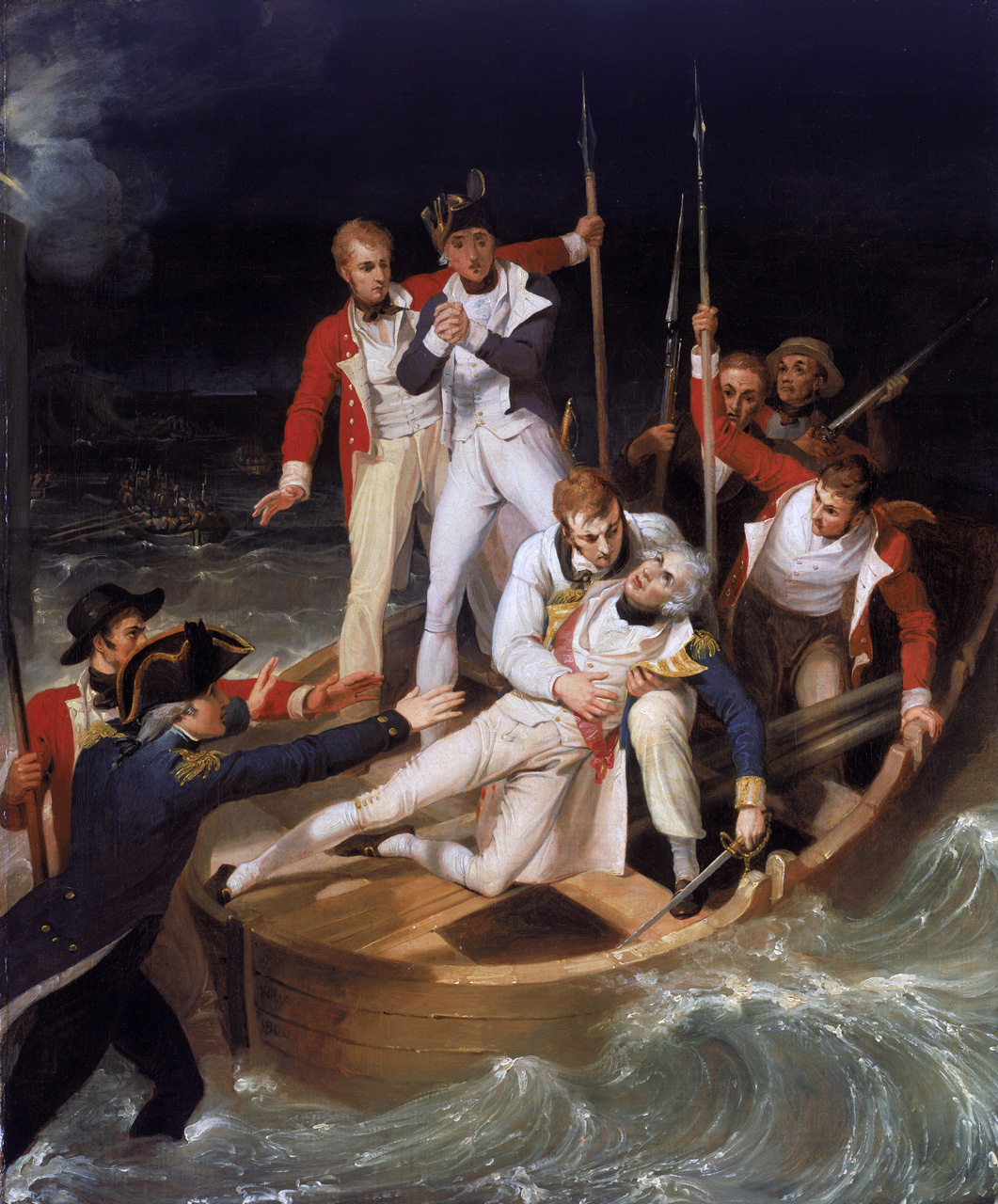
納爾遜右臂重創後，由部下救走

此後，英軍再對加的斯作出兩次轟炸，但戰況未有多大進展，聖文生及納爾遜遂轉移視線到其他軍事行動。當時英軍接報，指一艘載滿財寶的西班牙商船正停靠於加那利群島的聖克魯斯-德特內里費，於是立即擬定計劃，試圖俘虜船上財寶及船員，以大挫西班牙的士氣，而任務則落入納爾遜手中。在7月22日，納爾遜兩度率兵試圖登陸聖克魯斯，可是行動不單止失敗，而且還使敵方有所警覺，加強防範。未幾，有變節者向納爾遜提供線報，表示時機已經成熟，納爾遜遂第三度出擊。這次納爾遜計劃直接在黑夜中進攻聖克魯斯，以求以捷雷不及掩耳的形勢拖垮敵軍佈防。雖然加那利群島總督安東尼奧·古鐵雷斯將軍手下只有大約800名士兵，而市內民兵也不持械，不過英軍卻低估了敵方的實力。納爾遜當晚派1,000人登陸聖克魯斯的防波堤，但出乎意料之外，防波堤上的100名守軍訓練有素，再加上水流急湍，使英軍難以登岸，最後只有納爾遜等小部份人成功登陸。納爾遜甫上岸，即被敵人傷及右臂，結果由養子約書亞·尼斯貝上尉（Lieutenant Josiah Nisbet）救上一艘小艇，然後再送返忒修斯號救治，最後他在艦上接受手術，切除右臂。雖然納爾遜被救返忒修斯號，但他的部下海軍上校托馬斯·特羅布里奇（Captain Thomas Troubridge，後為爵士）及其他留在防波堤的英軍卻全數被俘，他們經談判投降後，獲准返回所屬英艦。而落敗的納爾遜與古鐵雷斯書信往來一番後，終在7月27日啟程返回大本營。
身心俱疲的納爾遜在戰事後回到英格蘭休養，不過失去右臂的他仍然是民眾心目中的英雄，他在聖克魯斯的軍事失誤則被認為是其他人的過失。納爾遜所到之處，無不受普通百姓和其他戰友熱烈歡迎，使他很快就重新振作起來，但他失去右臂後餘下的痛楚，卻一直至同年11月拆去結紮線後才舒緩下來。納爾遜當年在倫敦過冬及遊覽，繼續受到熱情款待，與此同時，他非常渴望重返前線服役，於是在1798年4月10日獲准出發往加的斯海域與聖文生會合。

### 尼羅河戰役
這時地中海艦隊的局勢比之前嚴峻不少，英軍收到情報指法軍正在土倫準備大規模遠征，而且目的地不明；同時間，奧地利又在1797年10月簽署《坎波福爾米奧條約》，退出第一次反法同盟，使英國形勢進一步受孤立。而要令奧地利重新加入戰場，則有必要在地中海海域部署英國艦隊，以確保其南部領土及保護國雙西西里王國的安全。有鑑於此，聖文生接到上級指示，要派出一小隊艦隊往地中海進行偵察，而剛剛在1798年4月底重返其旗艦的納爾遜遂立即受命出發，帶領三艘戰列艦及四艘巡防艦開赴土倫。另一方面，英政府內部又決定要重新在地中海派駐一定規模的海軍，於是將本土剩餘的戰艦都發往地中海，使本土海域再無多餘戰艦應付未來可能發生的入侵行動。在5月24日，聖文生從本土接收八艘戰列艦後，同日即派十艘去加入納爾遜一行。
不過，納爾遜一行的進展卻不太順利。他的船隊在5月21日於薩丁尼亞對開海域遇上風暴，碰巧旗艦HMS先鋒號（HMS Vanguard）艦長愛德華·貝里上校（Captain Edward Berry，後為爵士）不善航行，導致旗艦桅桿被強風完全吹斷。後在HMS亞歷山大號（HMS Alexander）艦長亞歷山大·波爾上校（Captain Alexander Ball，後為爵士）協助下，先鋒號唯有被拖到薩丁尼亞一帶海岸搶修。而就在船隊出現事故前一天，拿破侖·波拿巴將軍率領大規模艦隊由土倫出發，該艦隊陣容龐大，擁有13艘戰列艦，以及400艘載滿軍隊的運輸船。這支龐大的艦隊雖然曾駛經薩丁尼亞海域，但納爾遜的先鋒號正在岸邊修理，所以未有發現法軍行蹤。納爾遜維修旗艦時，下令所有巡防艦駛走，約定十日後在另一地點會合，但是旗艦維修的時間比想像中長，結果納爾遜和他的戰列艦群要到第十一日，即6月9日才駛至約定地點，這時他的巡防艦群已經駛回直布羅陀，不知蹤影，納爾遜的船隊頓失巡防艦群的支援。而慶幸的是，在早兩天前的6月7日，由部將托馬斯·特羅布里奇奉聖文生之命帶來的十艘戰列艦終於與納爾遜會合，及時讓納爾遜組成了一支戰列艦隊，可是他對法國海軍身在何方，茫無頭緒。

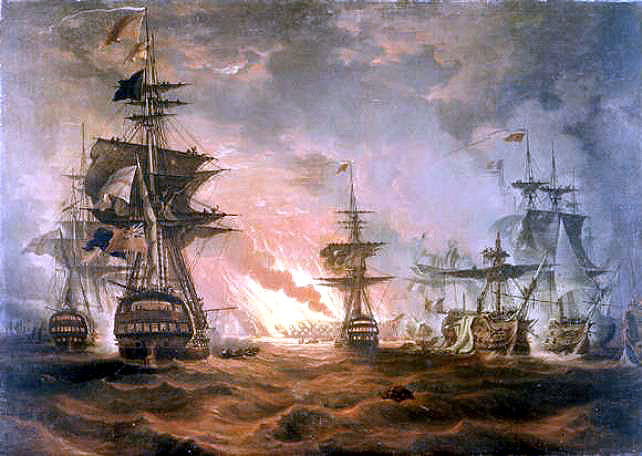
尼羅河戰役

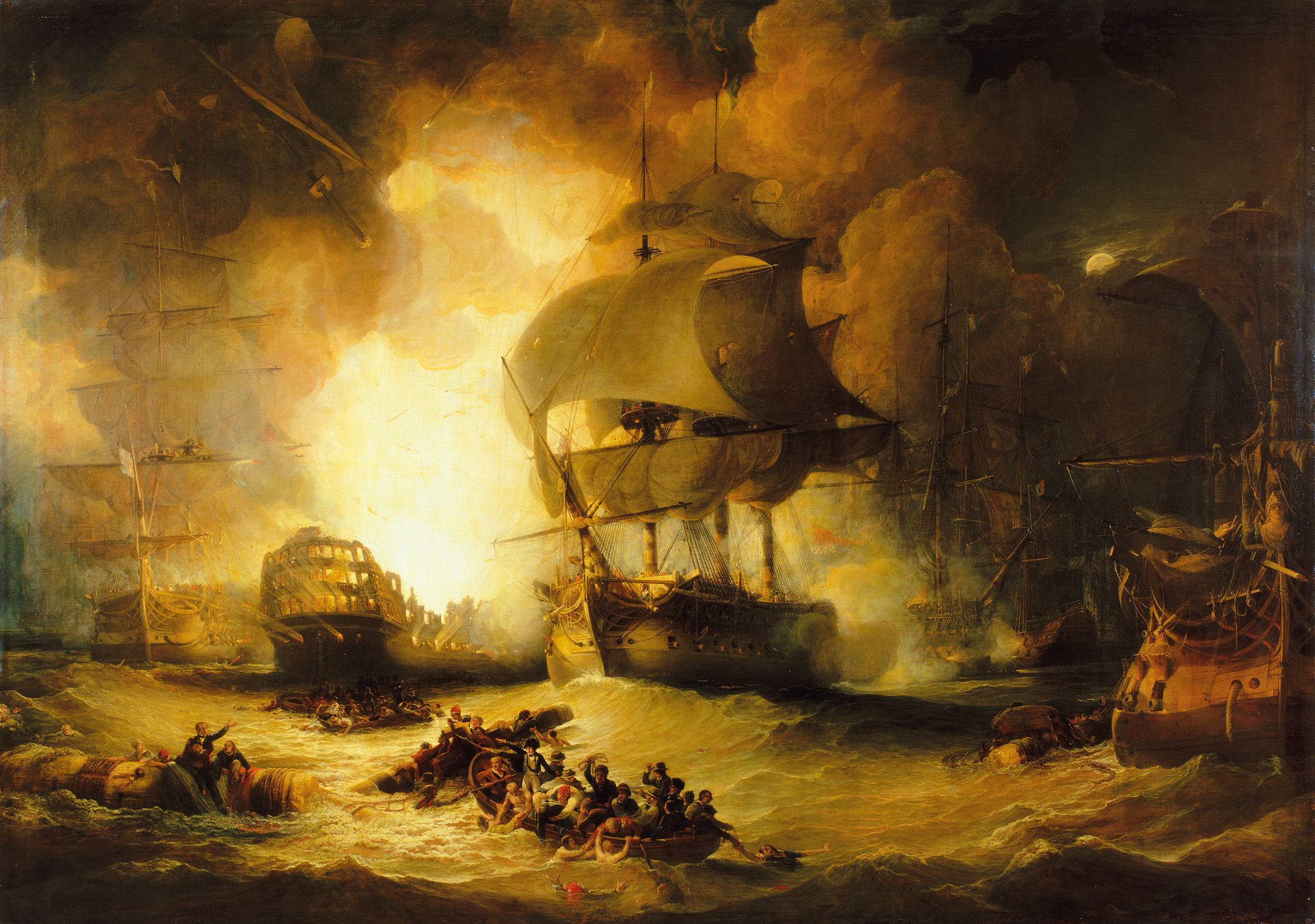
法方主艦東方號（左二）火燒焚燬

為追尋法軍去向，納爾遜最初在意大利海域巡察，其後獲悉情報指法軍在西西里對開，於是下令艦隊向南駛去。在6月17日，納爾遜又派特羅布里奇往那不勒斯進行會談，獲當地表態支持，但態度頗為含糊，同時特羅布里奇在當地取得確實情報，指法軍正前往馬爾他。未幾，在6月22日，納爾遜在西西里以南，從一艘中立的商船獲得另一線報，指法艦從聖約翰騎士團手上奪得馬爾他後，已在6月16日啟程出發往不明目的地。有鑑於法艦並沒有如想像般前往西西里，再加上當時西風極盛，納爾遜遂認定法艦正前往埃及，於是他下令所有正追擊零星法國巡防艦隻的戰列艦返回大隊，以便集結力量，全速向亞歷山大港進發。但納爾遜下這個命令時，卻不知道他的情報有一個錯誤，就是法艦並非在6月16日，而是在三日後的6月19日才啟程出發。因此，事實上納爾遜部下所追擊的零星法國艦隻，已差不多是法國主艦隊的外沿，兩軍旗艦相距，僅僅只有60英里。在6月28日，納爾遜麾下一支分遣艦隊率先觀測到亞歷山大港，但卻發覺港內沒有法艦，也沒有法艦的消息。納爾遜以為自己估計錯誤，遂在6月30日駛離亞歷山大港，毫無頭緒地在海上打探法軍消息。但碰巧在納爾遜離開後翌日，法國大軍卻緩緩駛至亞歷山大港對出，準備讓軍隊登陸。原來，當納爾遜正以全速趕往亞歷山大港的時候，法艦卻以緩慢的速度前進，而且偏北航行，變相令航程延長，這樣導致納爾遜比法軍先到，結果找不到法軍蹤影。在7月20日，納爾遜回到西西里的錫拉庫薩補給，卻仍然沒有任何新消息。在7月24日，納爾遜再度啟程出發，這時他仍認定法軍必在地中海東部某處，並計劃往愛琴海搜索。終於在7月28日，他獲得確實情報指法軍正在埃及，納爾遜這才再次前往亞歷山大港，在8月1日正午時份駛至亞歷山大港對出，觀察得港內泊滿法國運輸船，但卻沒有法艦蹤跡。這次納爾遜肯定如果法艦沒有泊在亞歷山大港，就應該停靠在亞歷山大港以北10英里的阿布吉爾灣。到下午時份，英艦在阿布吉爾灣發現一直追尋的法國艦隊，當時正以一字排開下錨，靠著灣岸停泊。
眼見風勢正吹向阿布吉爾灣，有利英艦順風出擊，納爾遜遂不顧港內可能水淺及天色漸黑的風險，下令立即展開攻擊。英艦隨即排成一條不太齊整的直線，自阿布吉爾灣南口駛進，與法方艦隊的前頭相對望。這時為英方帶頭上陣的HMS歌利亞號（HMS Goliath）艦長托馬斯·佛利上校（Captain Thomas Foley，後為爵士）觀察得法艦只以單錨停泊，從而推算港內水深足以讓英艦駛進和自由轉向，於是他毅然在法艦面前越過，駛進法艦群靠岸的一邊，歌利亞號後面的三艘戰列艦加以跟隨，而納爾遜及其他英艦則駛往法艦群靠地中海的一邊，形成夾擊之勢。這時法艦群竟未及備戰，任由英艦駛至，而原先法國海軍中將弗朗索瓦·保羅·德·布律依（Vice-Admiral François Paul de Brueys d'Aigalliers）將戰鬥力最弱的戰艦都放到前方，以為前方受襲機會最低，可到現在法艦隊的前方受盡英艦主力猛攻，法艦隊中軍和後軍卻未能上前施援。納爾遜一方的戰列艦群按部就班，慢慢迫近位於敵艦群正中間的旗艦東方號（L'Orient）。東方號擁有120門砲，堪稱為當時世上最大的戰船。她在戰事中重創駛近的HMS柏勒洛豐號（HMS Bellerophon），使之被迫撤退，但不久以後，自己卻抵受不住英艦砲火，繼而起火焚燬。當時已經是入夜時份，天色已黑，但東方號火光紅紅，傳出猛烈爆炸聲，吸引得英、法兩軍駐足觀看，使戰事一度中斷。戰事恢復後，由海軍少將皮埃爾-夏爾·維爾納夫統領的法艦後軍整晚也沒有向中軍及前軍施以協助。到8月2日上午，因英方艦隻多已嚴重受損，難以展開追擊，維爾納夫立即帶同兩艘戰列艦及兩艘巡防艦敗逃，留下11艘戰船及兩艘戰列艦，盡遭英方的13艘戰列艦及一艘四等艦俘獲或擊沉。事後，納爾遜在寫給妻子的家書中難掩興奮心情，並謂「勝利一詞肯定不足以形容此等場面」（Victory is certainly not a name strong enough for such a scene）。
戰事在晚間進行時，納爾遜曾遭流彈擊中頭部，一度情況嚴重，幸好到第二日清早，他的傷勢明顯好轉，能夠在戰勝法軍後主持感恩禮拜。戰後，納爾遜又下令立即修補艦隊和發報戰事消息，他派出一名軍官前往印度，轉告東印度公司防範拿破崙率軍東進；此外，他還派出擁有50門砲的HMS里安德號（HMS Leander）回英國傳達捷報。雖然納爾遜發往印度的軍官安全抵達，但里安德號卻在航行途中遭法艦寬宏號（Généreux）俘獲，使納爾遜的捷報未能即時傳回歐洲。最初英國本土有輿論批評納爾遜年紀尚淺，欠缺經驗，以致久久未能找出法國艦隊的下落，不過當延誤多時的捷報正式傳到英國後，立即引起坊間熱烈哄動，英政府內部也為此放下心頭大石，其中第一海軍大臣史賓塞勳爵（Lord Spencer）聽到捷報後，更是大喜過望，當場昏倒。除英國外，納爾遜在尼羅河戰役報捷的消息也令其他歐洲國家受到相當鼓舞，為1799年第二次反法同盟的組成醞釀有利條件。

### 那不勒斯生涯
自尼羅河戰役後，法國海軍對那不勒斯及西西里的嚴峻威脅得以緩解。在1798年9月22日，納爾遜乘坐破損不堪的先鋒號安全返回那不勒斯，受到當地民眾及皇室的熱烈歡迎，其中英國駐雙西西里使臣威廉·漢彌爾頓爵士（Sir William Hamilton）及其夫人艾瑪（Emma, Lady Hamilton）更是為此歡喜若狂。在漢彌爾頓爵士伉儷的悉心照料下，納爾遜得以專心休養，慢慢治理身上傷口。不過，納爾遜對那不勒斯的喧鬧環境始終感到不勝其煩，於是在10月15日出海，視察英軍對法佔馬爾他島上法軍軍營之封鎖行動，在此以前，馬爾他島民因不滿法軍強行統治而起來反抗，將島上法軍迫退至一處碉堡。視察一番後，納爾遜於11月5日返到那不勒斯。

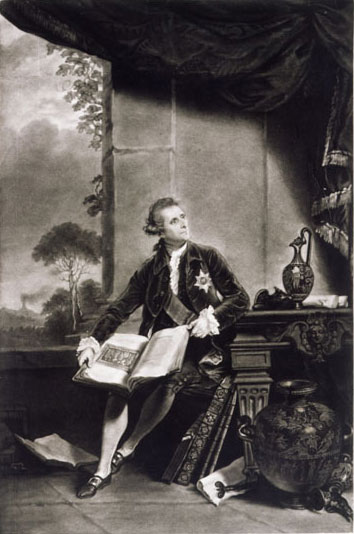
威廉·漢彌爾頓爵士

瑪麗亞·卡羅來納王后

在11月6日，英廷向納爾遜授予世襲男爵爵位，是為尼羅河的納爾遜男爵（Baron Nelson of the Nile），以酬謝他在尼羅河戰役所作的重大貢獻。對於納爾遜只獲得在一眾貴族爵位入面屬於最初等的男爵爵位，很大程度是因為納爾遜始終軍階不高，加上他的上級聖文生是世襲伯爵，因此英廷認為排資論輩，納爾遜獲男爵爵位較為妥當。可是在另一方面，納爾遜及他的不少部將就認為，聖文生的貢獻本身不值得獲授伯爵爵位，而納爾遜勞苦功高，卻只有男爵爵位，為此感到不值。雖然如此，鄂圖曼蘇丹塞利姆三世卻對納爾遜的表現相當欽佩，由於當時所有的鄂圖曼勳位只能授予回教徒，塞利姆於是特地創立新月勳章，納爾遜遂成為首位獲勳的人士。此外，塞利姆還將其蘇丹纏頭巾上，用鑽石鑲嵌的專用帽飾（chelengk）送贈給納爾遜，此後納爾遜但凡戴上海軍將官帽，均會套上這份帽飾。
與此同時，身在那不勒斯的納爾遜也在不知不覺間涉足當地的宮廷政治。當時那不勒斯及西西里雖是由費迪南四世統治，但實際上大權則落在瑪麗亞·卡羅來納王后及她身邊來自奧地利的幾位寵臣手上。瑪麗亞·卡羅來納本身也是來自奧地利，是瑪麗亞·特蕾西亞女帝之女，而1793年遭法國革命政府處死的法國王后瑪麗·安托瓦內特是她的胞妹。在這種背景推使下，瑪麗亞·卡羅來納主倡急進的外交政策，企圖透過操控丈夫的王國，煽動法國出兵，從而迫使奧地利參戰，推翻法革政府，以為其遭逢不測的胞妹報仇雪恨。儘管瑪麗亞·卡羅來納及其外交政策不得民心，不過漢彌爾頓爵士在那不勒斯供職多年，早就成為瑪麗亞·卡羅來納的心腹。在漢彌爾頓的影響下，再加上英廷多番下令要支持該國抵抗法國，納爾遜也漸漸成為瑪麗亞·卡羅來納的支持者，對她的外交政策予以鼓勵。在得到納爾遜的海軍支援下，那不勒斯的軍隊克服本身欠缺訓練的問題，試圖對法軍展開攻擊。在11月28日，來亨屈服於納爾遜的船堅砲利而開城投降，翌日，費迪南四世以凱旋姿態率軍進入羅馬；可是僅在一星期後，法軍大舉反攻羅馬，費迪南的軍隊瞬即潰敗，一時間那不勒斯處於險境之中。
隨著法軍逐步進迫那不勒斯，可是那不勒斯人民卻堅持皇室應該留守，納爾遜唯有設法安排秘密送走那不勒斯皇室成員、皇室財產及隨從。在12月23日，他與皇室成員乘船出發往西西里島的巴勒莫，船隊在航行途中遇上風暴，年紀最少的小王子更在途中喪命。幾經驚險，納爾遜一行人在12月26日抵達巴勒莫；這時納爾遜在巴勒莫與漢彌爾頓爵士夫婦同住，身心俱疲和心靈空虛的納爾遜從漢彌爾頓爵士夫人艾瑪的交往中得到慰藉，兩人更漸生情愫，到1799年2月，雙方感情甚至超乎了普通朋友的關係。
納爾遜與皇室出走後，法國在那不勒斯建立一個附属共和政权，由當地的一些貴族及上流人士組成。不過一般百姓及鄉郊地區卻對那不勒斯的波旁皇室仍表忠心。到1799年2月，來自卡拉布里亞的天主教樞機主教法布里奇奧·魯弗在那不勒斯郊區率眾反抗共和政府，聲言要推翻「雅各賓黨」統治，及至4月，在起義份子奮起反抗下，法軍及其盟友被迫退到那不勒斯內的幾處碉堡，同時間，納爾遜也趁機派出戰艦，封鎖那不勒斯，成功收復那不勒斯對出的幾個島嶼。雖然如此，費迪南四世與瑪麗亞·卡羅來納王后倆卻堅持要納爾遜留在身邊保護，使得納爾遜未能隨便離開巴勒莫。可是，未幾在5月，地中海局勢卻發生突變。首先是原本駐守布雷斯特的法國艦隊成功從進入地中海，然後是地中海艦隊總司令聖文生因病在岸上休養，一時間副司令凱斯勳爵（Lord Keith）手上只有15艘戰列艦在加的斯駐防，未能阻擋由法國海軍中將厄斯塔什·布魯斯（Vice-Admiral Eustache Bruix）所率領的24艘戰列艦群。除凱斯勳爵以外，英國及其盟友在地中海其他地方也有戰列艦駐守，當中包括海軍少將約翰·托馬斯·達克沃斯（Rear-Admiral John Thomas Duckworth，後為爵士）駐守於梅諾卡島的四艘；納爾遜在那不勒斯的四艘、馬爾他的三艘、巴勒莫的一艘及黎凡特的兩艘；以及俄羅斯海軍上將費奧多爾·費奧多羅維奇·烏沙科夫在科孚島駐守的15艘。這些艦隊相當分散，勢力單薄，以致他們一時間難以應對法國海軍壓境。可是，有鑑於這支法國艦隊可能會強行駛往埃及，為當地法國陸軍解圍，這使到英方大為緊張。在5月12日，納爾遜聞訊指布魯斯的艦群正在駛近，他於是統合手上艦隻，出發往西西里島東角一帶海域巡弋，但巡弋一星期後均無任何發現。納爾遜在5月29日返回巴勒莫後，於6月13日帶同那不勒斯陸軍，啟程往那不勒斯，準備發動反擊。但是在出發後翌日，他卻從已接任地中海艦隊總司令一職的凱斯勳爵，收到法國艦隊情報，他惟有無奈地再到西西里島東角巡防。納爾遜在6月25日回到巴勒莫後，立即再著手準備出征那不勒斯，並於7月13日抵達當地。然而，這時凱斯勳爵卻再向他發令，指梅諾卡島可能會受法、西艦隊聯合攻擊，要求他立即前往梅諾卡島，即使不可，也應派遣手上所有待命艦隻前往。納爾遜以那不勒斯比梅諾卡島更重要為理由，沒有遵從凱斯的命令，此後凱斯再連發兩度命令要求調兵，納爾遜始終也未有理會。納爾遜違抗軍令一事，事後受到海軍部嚴辭譴責，有輿論也認為他不應無視軍令，而他並非總司令，也沒有資格判斷整體軍事策略，他的行為隨時置整體英軍有戰敗之虞。

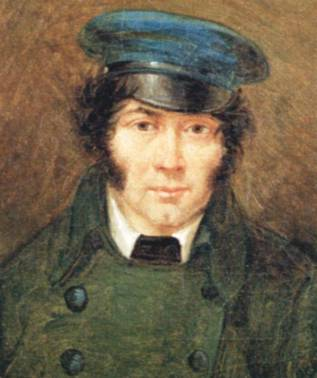
弗朗切斯科·卡拉喬洛

納爾遜抵達那不勒斯後，發現魯弗樞機已經和遭受圍城的敵軍簽署停火協定，承諾讓他們安全返回法國。雙方簽約時，在場的英方巡防艦HMS海馬號艦長愛德華·富特上校（Captain Edward Foote）也有簽字，但就對協定有保留。納爾遜得悉此事後，立即下令取消有關協定，表示對協定不予承認。魯弗樞機雖然不是瑪麗亞·卡羅來納王后的支持者，但對波旁皇室的忠誠卻無庸置疑，他之所以提出寬大的停火協定，本是希望將陷於分裂的王國重新團結起來；但納爾遜卻懷疑魯弗的好意，再加上他痛恨法國人及「雅各賓黨人」，所以堅持要敵軍無條件投降。雖然如此，敵方卻仍以為停戰協定依然生效，於是照舊棄械投降，結果他們隨即被捉拿問罪，當中不少人更遭處決。在這件事入面，納爾遜一度被指責背信棄義，但有意見則認為，納爾遜不懂外語，實際上與各方溝通存在困難，因此他以為敵方已接受無條件投降也不足為奇；相反，為他當翻譯的漢彌爾頓爵士夫婦卻很有可能在傳譯上故意蒙騙，原因是他們都屬於王后的心腹，故此尤其痛恨背叛他們的敵軍，再加上他們長期浸淫於那不勒斯的宮廷政治，比起對政治權術一竅不通的納爾遜，他們更有可能在事件中使出宮廷權術。在事件中被處決的共和國叛亂份子之中，還包括海軍准將弗朗切斯科·卡拉喬洛（Commodore Francesco Caracciolo）。卡拉喬洛本是那不勒斯王國的高級海軍軍官，共和國成立後當上海軍司令，當共和國投降時，他一度匿藏起來，但最終被發現和拘捕。在納爾遜的命令下，卡拉喬洛在英艦上接受那不勒斯軍事法庭的審判，被裁定叛國罪成立，處以死刑。有說由於瑪麗亞·卡羅來納王后授意要處死卡拉喬洛，納爾遜於是為取悅王后而盡快執行死刑，結果卡拉喬洛在第二天清早即被繯首問吊，屍體被拋入海中，而在他死前，納爾遜甚至拒絕讓神父探望和代禱，事後他被指為不近人情。

### 被召回國
在1799年8月8日，納爾遜返回巴勒莫，在岸上待了大約十個月，其中自8月至12月，他又一度署任地中海艦隊總司令一職。納爾遜在那不勒斯的行動獲得英政府認同，費迪南四世更是對他信任有加，而且還冊封他為勃朗特公爵（Duke of Bronte）。然而，坊間卻開始有傳聞指納爾遜在巴勒莫沉迷於艾瑪的美色，置軍務於不顧。最初地中海未有法國海軍的蹤影，意大利的法軍又被擊退，因此這些傳聞未有引起多大反響，但是到1799年8月，拿破崙成功從埃及突圍逃出，而納爾遜卻沒有出海攔截，這才使倫敦的政府高官對傳聞加以留神，但礙於納爾遜在本土甚受歡迎，故政府未有作出任何行動回應。在1800年1月，凱斯勳爵重掌地中海艦隊，並命令納爾遜一同前往馬爾他巡視英艦的封鎖工作。到2月18日，納爾遜的旗艦在西西里以南俘獲曾在尼羅河戰役中逃逸的法艦寬宏號，凱斯原本對此頗為讚賞，豈料他竟在行動後未經許可，就以健康理由立即返回巴勒莫，令凱斯感到失望。納爾遜在4月也曾再度前往馬爾他巡視，但他這次卻帶同漢彌爾頓爵士夫婦出海，身在倫敦的第一海軍大臣史賓塞勳爵終於忍無可忍，召喚納爾遜返回英國。但在致納爾遜的書信中，史賓塞的態度仍然較為婉轉，信中有謂召他返回英格蘭，是相信這樣能更有效調理健康云云。
雖然凱斯拒絕派戰艦送納爾遜返國，但納爾遜卻未經許可，私自乘坐一艘於馬爾他佈防的英艦離去，並在7月14日登陸萊亨。除他以外，同行的還有同遭召回的漢彌爾頓、艾瑪和計劃到奧地利探親的瑪麗亞·卡羅來納王后。他們在越過意大利途中險被法軍截獲，及後他們經過安科納，轉乘一艘俄國巡防艦橫渡亞得里亞海至第里雅斯特，再先後到訪維也納、布拉格、德累斯頓、馬格德堡、以及經易北河往漢堡。納爾遜與漢彌爾頓夫婦所到之處，皆成為當地輿論焦點。在1800年11月6日，納爾遜等人終返抵英格蘭大雅茅斯港口，他們在前往倫敦途中不斷獲得群眾歡迎。在倫敦逗留約兩個月後，納爾遜在1801年1月獲軍方擢升為海軍中將，同時出任海峽艦隊副總司令一職，而總司令正是其舊上司聖文生勳爵，至於當初納爾遜從西班牙手上俘獲的HMS聖約瑟夫號，就在1月13日成為了他的旗艦。可是到1月29日，消息傳出英揆小威廉·皮特可能辭職，正在醞釀組閣的下院議長亨利·阿丁頓（後為西德默斯子爵）有意邀請聖文生入閣出任第一海軍大臣，於是聖文生辭任海峽艦隊總司令，改由海軍中將海德·帕克爵士（Vice-Admiral Sir Hyde Parker）接替。不久以後，納爾遜在2月12日奉命改以HMS聖喬治號（HMS St George）為旗艦。

### 哥本哈根戰役
這時英國因為派艦對法國海岸進行封鎖，阻止法國與其他國家進行貿易，結果引來維持中立的俄羅斯、普魯士、丹麥及瑞典相當不滿。他們為此組成武裝中立聯盟，企圖打破英國封鎖，威脅停止向皇家海軍供應建造戰艦所需的木材。為瓦解中立聯盟，帕克與納爾遜奉命在3月12日率艦隊前往波羅的海，而在形勢不明朗的情況下，詳細的謀劃對艦隊行動相當重要，可是帕克出發前未有與納爾遜商討戰略，也沒有諮詢過隨隊的波羅的海專家。另一方面，艦隊向波羅的海出發時，英政府尚未對聯盟國宣戰，各方仍在談判當中，所以一旦開戰，帕克要立即決定向哪國進攻，以及選定進攻的方法。納爾遜起初建議艦隊無需理會實力有限的丹麥海軍，而應趁俄軍部份艦隊困於冰封的喀琅施塔得時，直搗俄國位於日瓦爾（今塔林）的主力艦隊。這個方案雖然比較大膽，卻被認為是最安全的策略，能夠一舉擊破中立聯盟的核心軍力。但帕克認為納爾遜的建議過於冒進，經過一番考慮後，帕克以丹麥和瑞典為目標，且率軍駛入兩國之間的厄勒海峽。英艦隊駛至時，丹麥守軍只有微弱反抗，對英艦毫無殺傷力，而瑞典更是一砲不發，任由英艦駛至，到3月30日，英艦群到達丹麥哥本哈根，在哥本哈根對開海域下錨駐紮。
由於英艦隊當初的出征日期受到延誤，故此英艦到抵哥本哈根時，丹麥已做好佈防工作，令英艦進攻時更易暴露於敵方守軍砲火射程以內；但幸好英艦群駛進哥本哈根時像尼羅河戰役一樣，沒有橫列前進，從而避免整支艦隊同時受敵方守軍砲火襲擊的風險。除此之外，哥本哈根海岸由北至南對出是一條長形的中部沙洲（Middle Ground），沙洲與哥本哈根之間的海港叫國王海（King's Deep），而隔著沙洲另一邊則是一條叫荷蘭海（Holland's Deep）的海港；納爾遜視察當地佈防時，發現哥本哈根在國王海的港口一帶佈防最嚴密，由北至南排列大量戰艦，至於國王海口岸最北端的另一敵軍要塞三冠堡（Tre Kroner Fort）是國王海及荷蘭海的交匯點，而南端交匯點守備則較弱。他於是得出結論，推測由南方進攻哥本哈根較為可取，因此建議艦隊可由北經荷蘭海至南方的交匯點，然後沿中部沙洲自南方折回國王海北上。這樣英艦便可避過國王海的敵方主力，同時又讓英艦自南口按步逐隻殲滅自北至南整齊排列的敵艦，然後再派砲艦補上，使哥本哈根市中心落入砲艦射程之內，從而迫使丹麥議和。

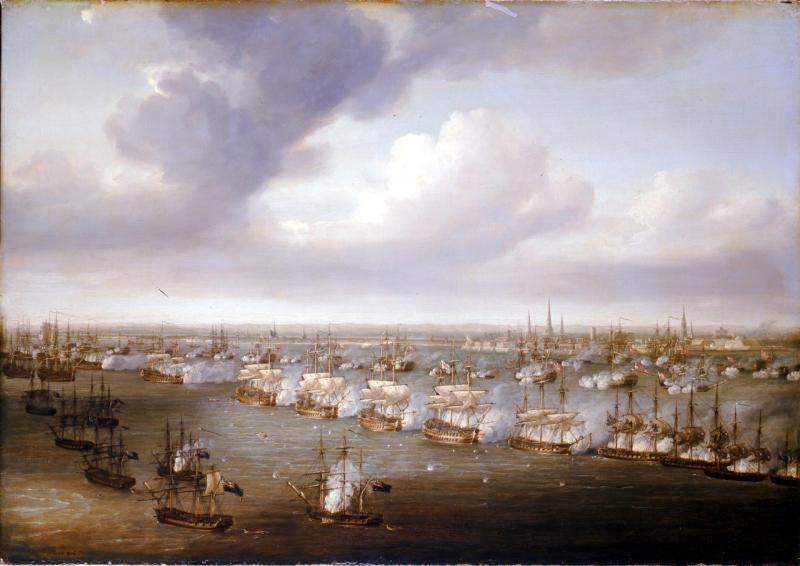
哥本哈根戰役

在4月1日，帕克派出艦隊內12艘較細小的戰列艦予納爾遜展開行動，而自己則留下較大的戰列艦在離岸海域作遠距離觀察；納爾遜一行在當晚抵達中部沙洲南端駐紮，到第二天清晨，正好南風盛行，納爾遜隨即下令發動攻擊。然而，沒多久英方才發現國王海的水深比預計中淺，而其中一艘戰列艦尚未開戰，便在駛近哥本哈根海岸附近時觸及淺灘擱淺，另外還有兩艘戰列艦在開戰時駛得太接近中部沙洲，結果同告擱淺。為免餘下九艘戰列艦也遭遇擱淺下場，他們唯有在丹麥艦群對開240碼的水道上列隊由南至北緩行，射程的拉遠使到英艦的攻擊力減弱，但戰後英方的堪探工作卻發現，英艦其實可以作更近距離的航行，甚至像尼羅河戰役一樣與敵艦靠攏，也是不會觸礁的。此外，英方還低估了丹麥守軍的攻擊力，起先英艦群從遠處觀察時，只見得哥本哈根沿岸排列著戰列艦群，而沒有留意每艘戰列艦之間其實佈滿細小的木艇，艇上裝配砲組，具一定的殺傷力。儘管英艦群被迫沉著應戰，其中數艘戰列艦又受砲火重創，但是英艦群始終憑藉更勝一籌的火砲裝備，漸漸在戰事中取得上風；再加上英艦群由南口進攻，而敵方在三冠堡及附近佈置的武器及戰艦大多射程有限，又沒有南下增援，以致未能發揮作用。

帕克的八艘戰列艦原本負責駛去三冠堡擾亂敵方，阻止敵艦南下增援，但帕克指揮緩滯，結果那八艘戰艦無所作為。雖然如此，這時的納爾遜已在戰事中掌握優勢，及至下午一時三十分，英艦已基本攻破哥本哈根海岸以南的敵方佈防，當中敵方准將奧弗特·費雪（Commodore Olfert Fischer）放棄焚燬的旗艦逃生，另有12艘敵方戰列艦局部或完全失靈，讓英方砲艦有機會前進。就在哥本哈根市中心即將要落入英方砲艦射程範圍之時，尚在四英里以外的帕克竟發旗號，下令英艦撤軍，身在前線的納爾遜認為帕克的號令愚不可及，而且大為憤慨，向他的旗艦艦長佛利說到：
|  | 你知道吧，佛利，我只有一隻眼 － 有時失明是我的權利。 |

納爾遜說罷，即用他失明的右眼看望遠鏡，聲稱自己「真的沒有看到旗號」。幸好納爾遜沒有發出跟帕克一樣的旗號，所以其他在前線的艦長都沒有聽從總司令的號令撤軍。但為免被指違抗軍命，納爾遜的副貳海軍少將托馬斯·格雷夫斯（Rear-Admiral Thomas Graves，後為爵士）唯有在戰艦上一個甚為隱閉的地方懸掛撤軍旗號，不過就同時在船頭桅頂醒目地掛上「徹底戰鬥」的旗號。有意見認為，假如當初納爾遜等人真的聽從帕克的命令撤軍，可能會招致英方慘敗。原因是英方如果往北撤退，將無可避免地經過北岸絲毫未損的敵軍佈防，很有機會受到敵方猛擊，而事實上在戰後英艦往北離開國王海時，有數艘戰艦觸及淺灘擱淺，動彈不能，假如這種情況在戰時發生，將對英方構成嚴重損失。

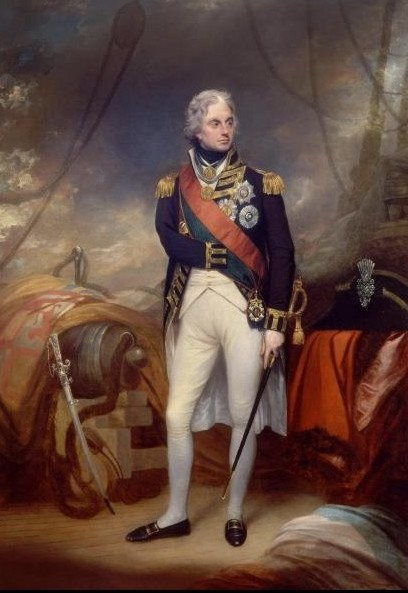
獲封子爵後的納爾遜

與此同時，哥本哈根海岸以南的敵艦多已失靈，部份甚至起火焚燒，但雙方繼續互有攻擊。這時納爾遜派出一名會丹麥語的軍官前往敵方，提議雙方停火。有英方軍官認為納爾遜此舉未必出於英方已必勝無疑，而是擔心再持續下去可能會生變數；後世也有丹麥歷史學家認為，如果丹麥沒有接受停火，納爾遜便有戰敗的可能。不過無論如何，丹麥方面接受了停火，避免雙方有更進一步的傷亡，而哥本哈根落入英方砲艦射程範圍之內，標誌著英國在戰事中的決定性勝利。雙方停戰後，納爾遜在未有理會帕克的情況下，逕自與丹麥的費雪准將展開談判，稍後他又與丹麥實際掌權人王儲腓特烈展開斡旋。雖然納爾遜不會外語，不過王儲與他的海軍副官都會英語，所以兩人溝通未有問題。在談判中，雙方未有談及丹麥的內政事務，而丹麥的立場很明顯，就是丹麥一方面不希望因退出中立聯盟而得罪俄國，但另一方面也擔心英國強迫丹麥退出中立聯盟。納爾遜遂提出雙方停火16星期，讓英艦有時間前往波羅的海對付俄國艦隊，最終丹麥給予了為期14星期的停火期。此外，這時丹麥方面已收到俄國沙皇保羅一世遇弒身亡的情報，從而預計俄國政策可能即將改變。
哥本哈根戰役之後，帕克只顧安插自己的親信填補陣亡將士的遺缺，令他更失軍心。至於身心俱疲的納爾遜認為與俄國開戰的機會不大，於是準備請病假返英格蘭休養。但意想不到的是，英軍的戰況報導傳回英國後，英政府不單止對納爾遜恢復信心，而且還認為當務之急是先撤換帕克。結果在5月5日，帕克收到命令，不得不將海峽艦隊總司令之位交給納爾遜，由此退下火線。升任總司令的消息為納爾遜帶來很大鼓舞，且隨即打消返國休息的念頭。納爾遜在5月6日正式出任總司令後，隨即在翌日率艦出發往日瓦爾，在抵達後他們得悉新的俄國政府願意妥協，無需開戰，最終在7月1日以凱旋姿態返到雅茅斯軍港。納爾遜在哥本哈根的表現深得英廷肯定，他在1801年5月22日獲英廷封為世襲子爵，是為諾福克郡伯納姆村及尼羅河的納爾遜子爵（Viscount Nelson of the Nile and of Burnham Thorpe in the County of Norfolk）；到同年8月18日，他再獲多封一個世襲男爵爵位，是為諾福克郡希爾伯勒及尼羅河的納爾遜男爵（Baron Nelson, of the Nile and of Hillborough in the County of Norfolk），這個男爵爵位與眾不同的地方是，它可以由納爾遜父親或姊妹的兒子繼承，這樣納爾遜即使膝下沒有男丁，家族中仍可有後人繼承爵位。
納爾遜在哥本哈根的表現，為他一掃早前與漢彌爾頓爵士夫人的緋聞而招來的流言蜚語。但海軍部的聖文生等人擔心納爾遜再度過份沉迷於她，唯有急忙安排他任務出海。在7月27日，納爾遜獲委派率領一支地方的反入侵艦隊前往英倫海峽執行任務，其艦隊在8月15日晚向停泊於法國布洛涅港口的法國艦隻發動攻擊，但敵方事前已取得情報，故行動沒有取得成功。不過其時英、法兩國已在和談當中，並在10月1日初步簽訂停火協議，至翌年3月《亞眠條約》簽署後，兩國重現和平局面。

### 追蹤敵艦
《亞眠條約》的簽署只為納爾遜帶來19個月的休息生活，和平始終並不持久，英、法兩國關係很快就日益緊張。在1803年5月14日，納爾遜獲委任為地中海艦隊總司令，兩日後英國即向法國宣戰。納爾遜在5月18日登上位於樸茨茅夫軍港的總司令旗艦HMS勝利號，翌日正式啟航出發，至7月他在土倫對開海域與部份先到的艦隊會合。

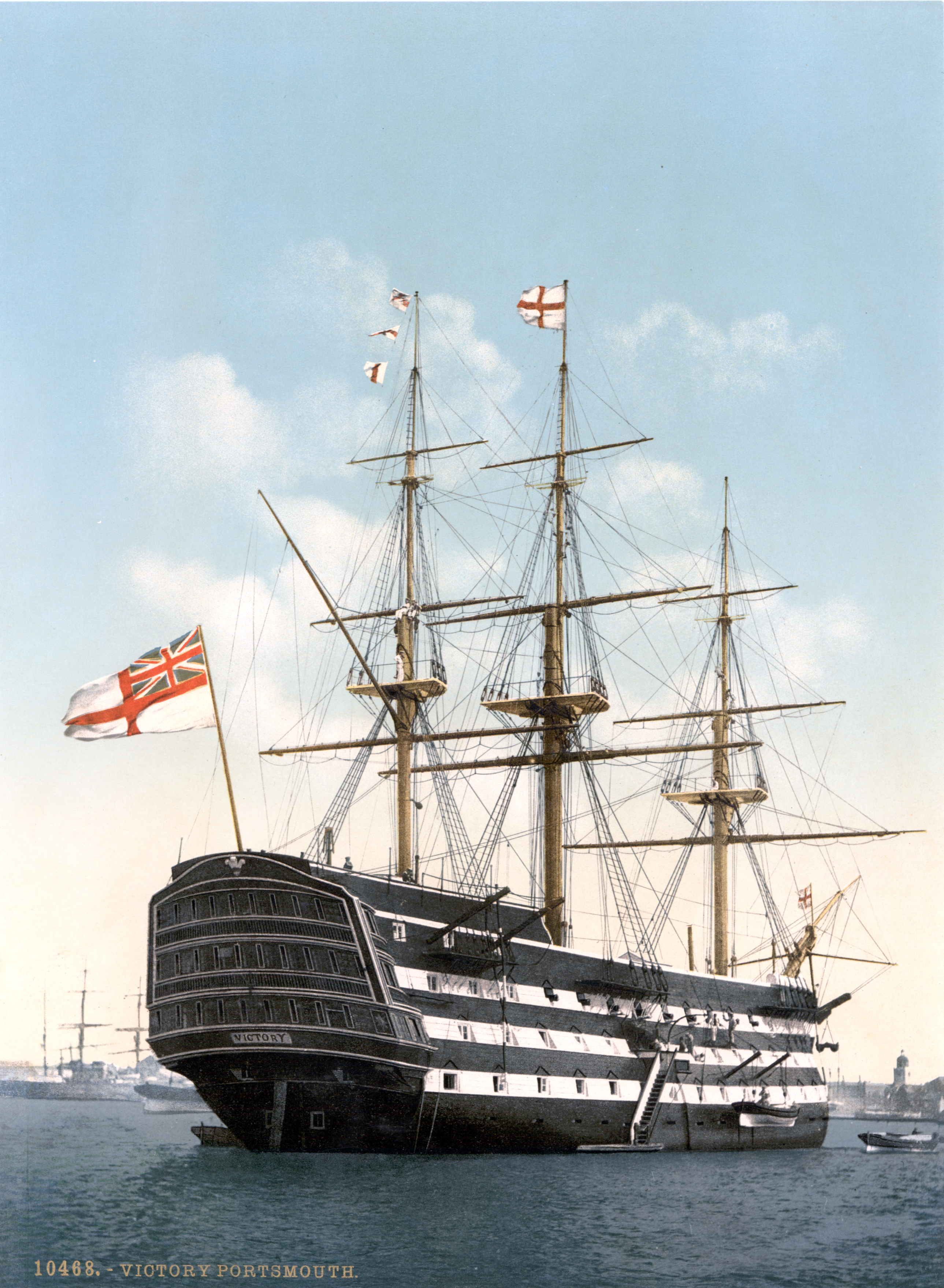
納爾遜的旗艦HMS勝利號

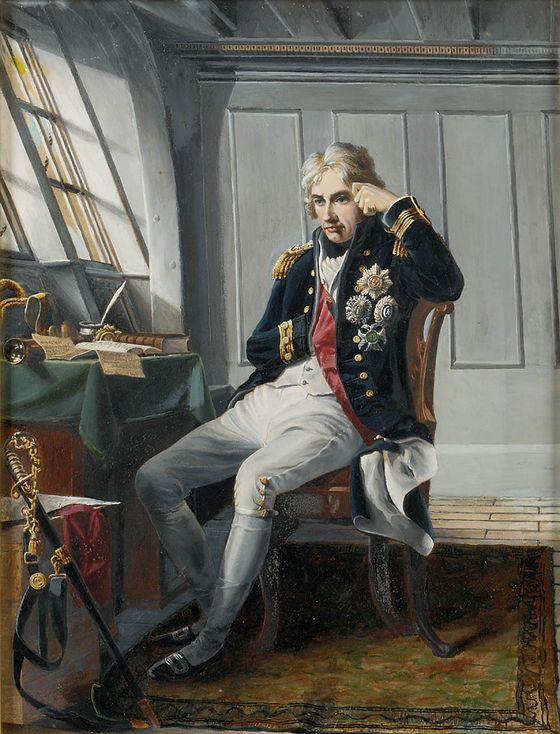
在勝利號內的納爾遜

納爾遜的任務主要是負責保衛直布羅陀及已經於1800年收歸英國管轄的馬爾他，此外他還要制止法國地中海分遣艦隊的活動，防止他們離開地中海，以免與拿破崙計劃入侵英倫的主力集結。而這時拿破崙的大軍正雲集布洛涅港口，所以一旦法國在土倫的地中海分遣艦隊駛入英倫海峽會合大陸軍，將置英倫於危險之中。雖然如此，但由於土倫在冬天離岸強風盛行，故此難以進行封鎖；而如果轉到土倫港山頭後的海域，行蹤也會很容易被敵軍從山頭觀察，同樣不利封鎖。納爾遜從來沒有打算封鎖土倫港，但卻時常派艦到土倫對開，以引誘敵艦出港，再進行攻擊。為達到行動目的，納爾遜將薩丁尼亞以北對開的马达莱娜岛作為艦隊停泊及補給基地。在此後的18個月的時間入面，他的主要工作只是不時對土倫作遠距離視察，艦隊未有任何重大的軍事行動。
直到1804年年尾拿破崙加冕稱帝、西班牙重新加入成為法國盟友後，地中海局勢急劇惡化。在1805年1月19日，身處马达莱娜島的納爾遜接報，法國艦隊已由他在尼羅河戰役的對手皮埃爾·查爾斯·維倫紐夫帶領下，從土倫出發，並已巧妙地避過他在當地佈置的巡防艦群。納爾遜唯有再一次率軍追蹤法艦群的下落。根據情報，維倫紐夫率艦往東南方進發，納爾遜於是也向東搜索，抵至亞歷山大港，可是沒有發現。納爾遜一行在2月19日回到馬爾他，得悉法國艦隊已經因為強風關係而退回港口。到4月4日，身在馬略卡對開的納爾遜接報，指法艦再度從土倫出海。不過這次維倫紐夫卻從一艘中立商船取得情報，掌握納爾遜的所在地，結果法艦在未有受到攔截的情況下，成功駛出地中海。納爾遜獲知法艦已出地中海後，恰巧遇上對頭強風，使到英艦行程受阻，到5月初，納爾遜的艦隊才駛出地中海展開追截。可是，納爾遜只知維倫紐夫在加的斯將西班牙的艦隻收歸旗下，卻沒有頭緒維倫紐夫的目的地在哪。根據推測，維倫紐夫可能會率艦往北會合其他分遣艦群，然後再以壓倒之勢進入英倫海峽，以掩護集結於法國的大陸軍攻入英倫。有見英倫可能陷於重大危機之中，身在加的斯對開的另一支分遣艦隊司令約翰·奧德爵士（Sir John Orde）遂下令撤退回防，會合海峽艦隊。納爾遜原本也準備仿傚奧德回防，但當艦隊駛至聖文生角對開時，他卻從葡萄牙艦隻獲得情報，指維倫紐夫的艦隊一直往西向大西洋駛去。
納爾遜並不知到其他英方將領是否接到同樣線報，因此他只好假定只有他知道這個情報。納爾遜考慮到，如果他無視情報不往西追蹤法艦，將有機會導致英國在大西洋西岸、以至印度的殖民地及利益受法艦破壞；但他又注意到這可能（事實上也是）是法軍設下的陷阱，用意在於盡可能將大量的英艦引離歐洲海域，然後再趁英倫海域守備空虛時發動攻擊。加上法艦往大西洋進發的情報可能也已傳到海軍部，從而使更多的分遣艦隊被派離英倫，隨時引致海峽艦隊在緊急關頭無人解救。幾經權衡後，納爾遜決定橫跨大西洋追尋維倫紐夫的艦隊下落。作出短暫補給及休息後，納爾遜隨即率領11艘戰列艦往大西洋方向出發，追蹤維倫紐夫規模更大的18艘戰列艦。與此同時，納爾遜的老朋友庫斯伯特·柯靈烏也接獲命令往大西洋找尋法艦，但當他得知納爾遜已先行出發後，便折往加的斯，填補奧德原來負責駐守的海域。
納爾遜在5月11日才正式駛離葡萄牙，可是維倫紐夫卻已在三日後的5月14日抵達加勒比海的馬提尼克。維倫紐夫在那裡計劃等待由布雷斯特逃出來的另一法艦群加入，再以勢如破竹之勢剿除在英倫海峽剩下的英艦。在6月4日，納爾遜終於到達巴巴多斯，並接獲一個似乎確實的情報，指法艦正向千里達發動襲擊。此一錯誤情報雖然令納爾遜浪費不少時間往南追蹤，但維倫紐夫其實也離納爾遜不遠。在6月10日，納爾遜在蒙塞拉特對開，同時維倫紐夫就在離納爾遜以北150英里的安圭拉對開，出發駛回歐洲。維倫紐夫之所以未等布雷斯特的援軍前來就先行返回歐洲，是因為他獲悉納爾遜已來到加勒比海後，就決定及早逃遁。三天後，納爾遜也啟程追截維倫紐夫，但由於不知道維倫紐夫的目的地，他惟有前往加的斯和返回自己原本的根據地。此外，納爾遜又派雙桅橫帆船HMS好奇號（HMS Curieux）返回英國，以通知海軍部敵艦的最新通向。好奇號不單止以很快的速度返回英國，且在途中偵察得維倫紐夫的艦隊，得以向海軍部報告敵艦正向西班牙費羅爾一帶進發。根據這個情報，海軍部及時通知在費羅爾對開海域巡弋的羅伯特·考爾德爵士（Sir Robert Calder）增兵準備。終於到7月22日，考爾德在霧中見到維倫紐夫由法、西兩國20艘戰列艦組成的聯合艦隊，對之展開攔截。在戰鬥中，西班牙對英艦進行較多的攻擊，但也失去了兩艘戰艦。在隨後兩日天色漸轉晴朗後，考爾德再度發動攻擊，但卻以保護自身艦隊免受損傷為大前題，未能重創敵方。考爾德選擇放棄盡全力攻擊聯合艦隊的做法，事後遭受輿論，包括納爾遜的批評。
無論如何，考爾德的行動畢竟帶來一個重要的策略影響，就是維倫紐夫一再逃逸的做法使到他的艦隊士氣日益低落，迫使他放棄前往布雷斯特的念頭，改往維戈躲避，隨後於8月2日轉到拉科魯尼亞。在8月13日，維倫紐夫再率艦隊前往費羅爾，但之後沒有向北往英倫海峽，而是往南走，在8月20日抵達加的斯。守在加的斯海域的柯靈烏艦隊在事前聞訊後退，與維倫紐夫的艦隊保持安全距離，雙方沒有發生戰鬥。另一方面，納爾遜則在7月20日登陸直布羅陀，著手重新調配地中海的艦隊佈防。到7月25日，納爾遜聞訊指好奇號偵察到維倫紐夫的艦隊正向比斯開灣進發，他隨即率艦往北出發，希望與海峽艦隊會合，但礙於強烈對頭風的關係，艦隊只能前往大西洋。如果納爾遜能夠往北駛去，就有可能遇上維倫紐夫，不過希望落空後，納爾遜唯有在布雷斯特對開海域與海峽艦隊總司令威廉·康沃利斯會合，他在那裡交出自己的艦隊後，便動身返回樸茨茅夫。
對於沒有成功追蹤到維倫紐夫的艦隊，納爾遜感到相當失望，更一度因此身心困擾。但大出他的意料之外，納爾遜追截法艦一事不單止在英倫廣為流傳，輿論還認為他在此事上立下大功，又一次為英國帶來勝利。所到之處，納爾遜都受到群眾熱烈歡迎，其中有一次在8月他與明托勳爵（即之前的艾略特爵士）在倫敦皮卡迪利時，納爾遜甚至被熱情和愛戴他的民眾成群圍住，大家一起叫嚷起哄。在人民的愛戴下，納爾遜很快就重新振作起來，與他的海軍朋友們詳細討論今後的作戰策略。而自小威廉·皮特在1804年5月重新組閣後，新政府的內閣閣揆也視納爾遜為資深軍事家，邀請他一起商討軍事策略。

### 特拉法加戰役

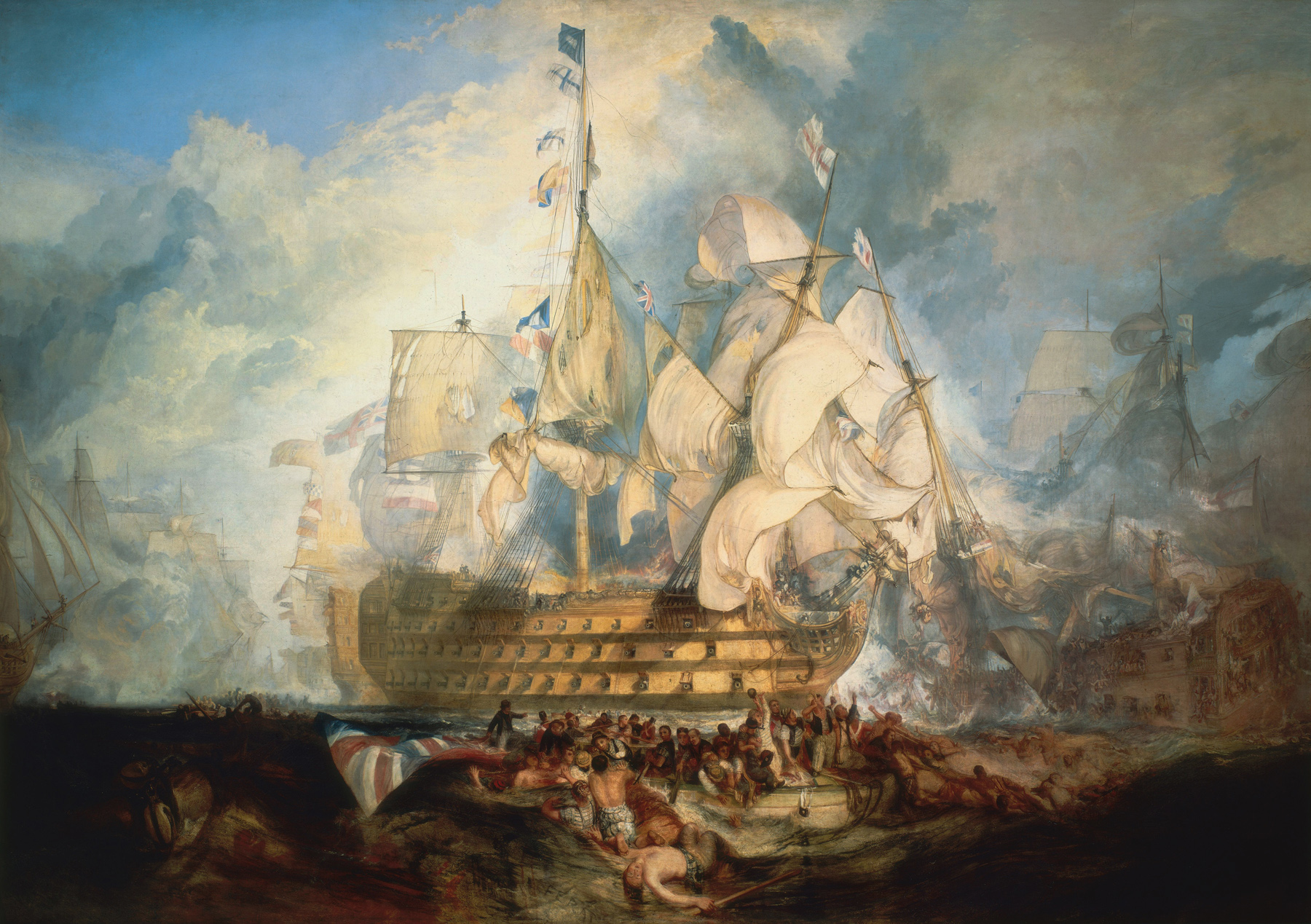
HMS勝利號在特拉法加戰役掛起「英格蘭期盼人人都恪盡其責」的旗號

納爾遜是在8月19日登陸樸茨茅夫的，而維倫紐夫的艦隊則在翌日到達加的斯。然而，維倫紐夫在加的斯的情報沒有立即傳到英國，一直到9月2日清早，柯靈烏的部下亨利·布萊克伍德上校（Captain Henry Blackwood，後為爵士）才將最新的情報傳回英倫，納爾遜旋於同日重掌地中海艦隊總司令一位，而柯靈烏的分遣艦隊也收歸其旗下。納爾遜估算維倫紐夫將會前往地中海，而不出納爾遜所料，拿破崙果然放棄進攻英國的打算，下令維倫紐夫率聯合艦隊進入地中海，以協助法國入侵雙西西里。在9月13日晚，納爾遜離開寓所，在翌日重新登上停泊於樸茨茅夫的勝利號，在出發前夕，有大批群眾在岸上守候納爾遜一行，歡送艦隊前往作戰。到9月28日，以勝利號為首的英艦群抵達加的斯對開海域。在與柯靈烏的分遣艦隊會合後，艦隊隨即向大海往後撤退，以鼓勵敵方揚帆出海，同時又以巡防艦群密切監察敵艦動態及去向。而就在納爾遜會合柯靈烏後不久，消息立即傳出指加的斯的敵艦有所動靜，到10月19日，敵艦群終於啟程離開加的斯。最初敵艦群仍未完全出海時，納爾遜的艦隊未有靠近敵方，但仍以巡防艦隻進行緊密監視，但到10月20日晚雙方距離開始拉近，至10月21日清晨雙方主艦隊更已在視線範圍之內。

當日早上天氣晴朗，吹微弱西風，維倫紐夫的聯合艦隊正列隊往南航行，朝地中海方向駛去，而聯合艦隊的前軍則由西班牙海軍將領唐·費德里科·格拉維納（Don Federico Gravina）的分遣艦隊帶頭，在艦隊的迎風面航行。至於納爾遜的艦隊就分成兩股大致平排的縱列，雙雙由西邊朝敵艦群的側翼駛至。納爾遜根據自己的經驗，只於戰前擬定一套粗略的作戰方針，務求作戰時出其不意，異軍突起，令敵軍陷入混亂之中。另一方面，在開戰前夕，由於英方的五艘戰列艦正在摩洛哥補給，所以整支艦隊只有戰列艦27艘，小於敵方的33艘。與之前的戰役不同，這次納爾遜與另一主將柯靈烏的旗艦分別在兩股縱列的前頭帶領前進，而不是在縱列的中間，此外順著西風風勢，所有艦隻張滿所有主帆及副帆，令英艦以更快的航速，乘西風向聯合艦隊駛去。在戰事即將開始前夕，納爾遜又命令其旗艦勝利號向艦隊發放一個激勵軍心的旗號：
|  | 英 格 蘭 期 盼 人 人 都 恪 盡 其 責 （England expects that every man will do his duty） |

眼見納爾遜的艦隊即將駛至，維倫紐夫立即下令全軍折返，由原本的往南航行變成往北航行，以求盡快返回加的斯港口躲避。維倫紐夫的命令使到整支聯合艦隊陷入混亂的狀態，每艘戰艦因為接收指示和轉向而花費大量時間，再加上受西風影響，整支聯合艦隊在調頭後，軍形由原本的直線變成弧形，呈向東彎曲的新月形。格拉維納的前軍在艦隊調頭後變成後軍，維倫紐夫曾以為格拉維納的後軍會駛上迎風面作掩護，但格拉維納卻一直守在後軍，使到本身已成弧形的戰線進一步拉長。納爾遜本來打算兩股縱列駛近敵方後，會在最後關頭轉向，繼而與敵方艦隊平排開戰。不過當敵方調頭後，納爾遜及時改變策略，由他統領，位於較北的一股縱列起先折向敵方前頭駛去，但不久後改為向敵方中軍駛去，呈幾乎直角的姿態切入敵艦群；至於由柯靈烏統領，位於較南的另一股縱列則向敵方後軍切入。這種非常規的攻擊手法雖然非常危險，但同時也令敵方措手不及。最初英方兩股縱列的前軍與敵方陷於惡鬥之中，但隨著兩股縱列的戰列艦一艘接一艘的駛來，使局勢逐漸扭轉，反而變成敵方中軍及後軍被英艦砲火猛攻，其中由前軍變成後軍的格拉維納一方更陷入被柯靈烏一方捱打的局面。相反，敵方前軍未有作出救援，只有在艦隊前頭觀望戰事，無所作為。及至大約下午五時，英方已明顯取得勝利，俘獲敵方戰艦17艘，另有一艘敵艦被戰火焚燬。
在下午大約一時十五分，納爾遜與旗艦艦長托馬斯·哈代（Thomas Hardy，後為爵士）在陷於惡鬥的後甲板區巡視時，納爾遜被旁邊法艦可畏號（Redoubtable）發射的一枚火槍子彈擊中，子彈由上而下擊中他的左肩，穿過肺部，最後停留於體內脊柱尾部。由於當時甲板上滿是作戰中的士兵，再加上濃煙密佈，故此相信該子彈並非刻意瞄準納爾遜發射的。不同於坊間流傳的版本，納爾遜中彈時沒有穿上全套簇新的海軍禮服，而是穿著一套舊的海軍服，身上只配戴上歷年獲勳勳章的複製品。納爾遜在中彈後，隨即由一名海軍陸戰隊軍士長及兩名海員扶進船艙，期間一度繼續發號命令。納爾遜在船艙內接受隨艦軍醫威廉·比蒂（William Beatty，後為爵士）的診治，但他自知子彈深入體內，已經藥石無靈。納爾遜隨後數度要求召見正在甲板代為指揮戰事的哈代，要哈代為他慰問艾瑪、他的女兒和他的朋友。
|  |  |

剛好在下午二時半後，哈代前來看望半躺在地上的納爾遜，告訴他敵方多艘戰艦已先後投降；而納爾遜則對他說自己命不久矣，懇求他代為將身後遺產留給艾瑪。這時的納爾遜雖然非常痛苦，但仍然清醒，至於在旁邊陪伴他的則有隨艦牧師亞歷山大·約翰·斯科特（Alexander John Scott）、事務長沃爾特·伯克（Walter Burke）、納爾遜的侍從雪佛蘭（Chevalier）及軍醫比蒂。納爾遜不久以後又擔心將有強風吹至，於是命令哈代去視察戰艦下錨。哈代臨離去時，納爾遜再度叮囑要為他好好「照顧可憐的漢彌爾頓爵士夫人」（take care of poor Lady Hamilton），然後說「吻我，哈代」（Kiss me, Hardy）。哈代聽從了納爾遜的話，跪下輕吻納爾遜的臉頰一下，但沒有反應。哈代靜立一兩分鐘後，再輕吻了他一下，這次納爾遜問是誰吻他，哈代回答後，納爾遜說了一句「願主祝福你，哈代」（God bless you Hardy），哈代這才離去執行任務。然而，納爾遜的情況已經急轉直下，不時含糊地說「感謝主，我恪守了自己的职责」（Thank God I have done my duty）。中彈約三小時十五分鐘後，納爾遜最終在1805年10月21日下午四時三十分逝世於勝利號內，終年47歲。納爾遜臨終前，哈代仍在甲板執行任務，未有陪伴在側，而在納爾遜身邊的牧師斯科特則表示他的遺言是「為了主和我的祖國」（God and my country）。

### 歸葬英國

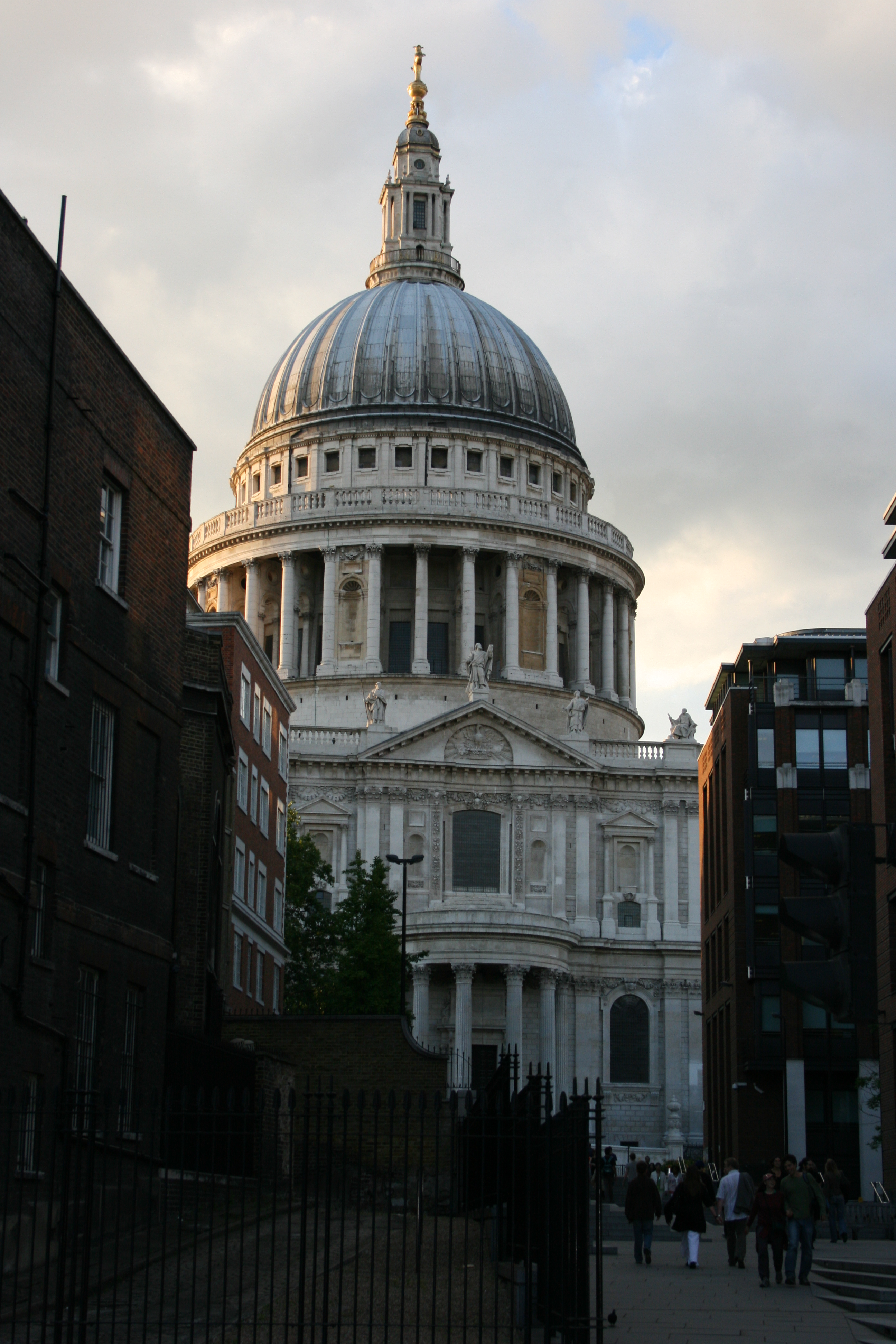
聖保羅大教堂

桅杆破損的勝利號在戰事後於10月28日被拖回直布羅陀，而船上則安放著納爾遜的遺體。由於艦上沒有棺材，加上防腐需要，納爾遜的遺體最初要安放在一個烈酒酒箱內，由專人看守。抵達直布羅陀後，他的遺體改放入一個邊線鑲上鉛的棺木，棺內注入蘭姆酒(故此蘭姆酒也被稱為納爾遜之血)。勝利號修復以後，納爾遜的靈柩隨艦運回英國，於諾爾託運上岸。他的遺體在英國被放到另一個木做的棺木，木材則來自當年於尼羅河戰役中焚燬的法軍旗艦東方號。隨後，他的靈柩被安放到皇家海軍轄下的格林威治醫院大畫廳，停靈三日，期間大批民眾到場悼念，場面幾乎失控。到1806年1月8日，在胡德勳爵（即之前的胡德爵士）、彼得·帕克爵士及威爾斯親王的看守下，納爾遜的靈柩經泰晤士河運往倫敦白廳，晚上運抵海軍部安放一晚，當晚由納爾遜的隨艦牧師斯科特守夜。
翌日1月9日上午，納爾遜正式出殯，遺體停放於一個相當精巧的靈柩臺上，在儀仗隊護送下由海軍部出發，徐徐運送至聖保羅大教堂。儀仗隊中除了包括32名海軍將領、超過100名海軍上校外，還有10,000名軍人結隊遊行，沿途大批民眾夾道佇立旁觀。納爾遜的靈柩到達聖保羅大教堂後，教堂內舉行長達四小時的葬禮，納爾遜的靈柩最後長眠於教堂內一個地下石棺，位置正好在教堂圓穹的正下方。納爾遜落葬時，原本會連同勝利號的數面船旗一同陪葬，不過勝利號的船員最後保留了這些船旗，並將它們一一撕成細塊，由每人收藏，以作為對納爾遜的紀念。
納爾遜死時沒有留下子嗣，因此他的子爵爵位及在1798年冊封的男爵爵位在他死後即告斷絕，不過他在1801年另一個獲封的男爵爵位、以及两西西里的勃朗特公爵爵位，則由他的胞兄威廉·納爾遜牧師（Rev. William Nelson，1757年－1835年）繼承，是為第二代納爾遜勳爵及第二代勃朗特公爵。在納爾遜身後不久，英廷為答謝其生前貢獻，再於1805年11月25日向其胞兄獎授子爵及伯爵爵位，使他進而成為第一代納爾遜伯爵（1st Earl Nelson）。

## 個人生活
納爾遜早年有過兩次失敗的感情關係。在1782年9月，納爾遜於魁北克執行任務時，與一名陸軍軍官的女兒墮入愛河，但兩人的感情關係相當短促，雙方未有再進一步的發展。在1783年年尾，納爾遜曾與友人到法國聖奧默爾計劃學習法文，但法文沒有學成，時間卻主要花在追求一名叫伊莉莎伯·安德魯斯（Elizabeth Andrews）的女子。伊莉莎伯的父親在英國任職教會事工，當時正在聖奧默爾工幹，不過納爾遜沒有錢，伊莉莎伯也不願嫁給他，故這段關係也是無疾而終。
一直到1785年初，納爾遜在西印度群島地區的尼維斯島逗留時，邂逅守寡少婦法蘭西斯·「芬尼」·尼斯貝（Frances "Fanny" Nisbet，1761年5月－1831年5月6日）。法蘭西斯本名法蘭西斯·伍爾沃德（Frances Woolward），父親威廉·伍爾沃德（William Woolward）在尼維斯島任職法官。法蘭西斯於1779年嫁給任職醫生的約書亞·尼斯貝（Josiah Nisbet），兩人育有一名同叫約書亞的兒子，可是法蘭西斯的丈夫在1781年到訪倫敦時突然去世，留下法蘭西斯獨自守寡，寄住於親戚在尼維斯島的大農場。
納爾遜認識法蘭西斯後，兩人很快就傳出婚訊，並於1787年3月11日在尼維斯島上結婚，由納爾遜的好友威廉·亨利王子任伴郎。納爾遜與法蘭西斯婚後返回英格蘭定居，初時兩人在公眾場合以恩愛著稱，而且當納爾遜征戰在外時，夫婦倆經常互有書信往來，不過結婚多年，兩人始終膝下猶虛。在1797年，納爾遜獲封爵士，法蘭西斯遂成為納爾遜爵士夫人，後在1798年及1801年，納爾遜又先後獲封男爵及子爵，她也先後晉為納爾遜男爵夫人及納爾遜子爵夫人。
由於長年分隔異地的關係，使到納爾遜與妻子的感情變得不穩定。例如在1794年年尾，納爾遜駐守來亨時就曾包養一名情婦，甚至攜同她出海進行任務。納爾遜在1793年到訪那不勒斯時，他認識了英國駐當地使臣威廉·漢彌爾頓爵士及漢彌爾頓爵士夫人艾瑪（Emma, Lady Hamilton，1765年－1815年1月15日）。納爾遜不單止與漢彌爾頓爵士結成好友，甚至與他的妻子艾瑪傳出緋聞。漢彌爾頓爵士夫人本名艾瑪·里昂（Emma Lyon），早年曾經有過幾段感情關係，曾經在1782年為別人誕下一名私生女。艾瑪後來改名艾瑪·哈特（Emma Hart），數年後在1791年以26歲之齡嫁給已經60歲的漢彌爾頓爵士，因而成為漢彌爾頓爵士夫人。
|  |  |  |

納爾遜與艾瑪真正發展感情關係，是自納爾遜在1798年年尾與漢彌爾頓夫婦一起生活而開始的。及至當年12月，納爾遜協助那不勒斯皇室乘船撤往西西里島，不過船隊在中途遇上風暴，在危險的船程中，眾人獲艾瑪的悉心照料，進一步激起納爾遜對她的傾慕之情。此後，納爾遜退到西西里島，更與漢彌爾頓夫婦同居，當時身心俱疲的納爾遜從艾瑪得到慰藉，兩人互生情愫，到1799年2月，雙方感情甚至超乎好朋友的關係。不久以後，坊間開始有傳指納爾遜在西西里沉迷於艾瑪美色，置軍務於不顧，最終促使納爾遜在1800年被召回國。在返國途中，納爾遜又與漢彌爾頓夫婦結伴取道歐洲大陸，所到之處，皆成為當地輿論焦點，而他們三人的複雜關係更招來不少閒言蜚語，使他的名聲有所受損。當中，曾在來亨見過他們的陸軍軍官約翰·摩爾（John Moore，後為爵士），就直指納爾遜與艾瑪一起的親密場面令人感到「相當可悲」（It is really melancholy）。至於在返國後，納爾遜雖然獲得英皇喬治三世的接見，但喬治三世向來標榜自己重視婚姻和家庭，所以對傳出婚外情的納爾遜顯得十分冷淡，不少上流貴族及士紳得悉後群起仿傚，對納爾遜採取迴避的態度。
納爾遜在1800年回到英國後，他與艾瑪的婚外情無可避免地導致他與髮妻法蘭西斯的感情破裂。法蘭西斯雖然沒有與納爾遜正式離婚，又多次提出希望復合，但納爾遜都不為所動。至於納爾遜的親戚大多也支持他與艾瑪的關係，眾人之中就只有納爾遜的老父仍然支持法蘭西斯。可是當納爾遜的老父在1802年過身以後，法蘭西斯的地位就顯得更形孤立。此外，艾瑪在1801年1月29日成功為納爾遜誕下一對雙胞胎，但最後只有其中一名女嬰活下來，這名私生女叫霍雷西婭·納爾遜（Horatia Nelson，1801年1月29日－1881年3月6日）。艾瑪為納爾遜誕下私生女一事顯得極為隱秘，為免引人更多話柄，他們也沒有公開此事。後來大約在1803年尾與1804年之交，她再為納爾遜誕下一名私生女，取名「小艾瑪」（Little Emma），但女嬰出生後不久便告夭折。
納爾遜在1801年哥本哈根戰役的表現，為他一掃早前與漢彌爾頓爵士夫人的緋聞而招來的流言蜚語。但海軍部的聖文生伯爵及托馬斯·特羅布里奇爵士等人擔心納爾遜再度過份沉迷於她，唯有急忙安排他任務出海。艾瑪與納爾遜也明白海軍部的用意，這最終使到納爾遜與聖文生的關係決裂，而他與特羅布里奇的友誼也因而告終。在1802年9月，艾瑪為納爾遜買入位於薩里郡的默頓坊（Merton Place），供她、納爾遜與丈夫漢彌爾頓爵士同住。儘管艾瑪與納爾遜情同夫妻，但同住的漢彌爾頓爵士卻始終沒有過問，也未有嚴辭譴責艾瑪與納爾遜的婚外情。漢彌爾頓最後在1803年4月6日以72歲之齡卒於倫敦府中時，艾瑪與納爾遜皆在場陪伴。雖說納爾遜自哥本哈根戰役以後恢復名聲，但納爾遜與艾瑪的感情生活、納爾遜如何被艾瑪迷倒、以及納爾遜、艾瑪及漢彌爾頓爵士之間的複雜關係等等，依舊成為大眾閒話家常的焦點。而對於漢彌爾頓爵士對好友與髮妻搞婚外情，卻仍擺出視而不見的態度，更遭諷刺漫畫加以嘲弄。

## 影響
納爾遜被認為是傑出的海軍軍人及軍事家，在英國軍事史上與馬爾博羅公爵及威靈頓公爵齊名。他與屬下建立深厚友誼、戰略大膽得宜、屢次帶領英國勝出重要海戰，化解危機，並為此先後失去右眼、右臂、甚至賠上自己的性命，因而被不少人視為英雄人物。他的英雄色彩更啟發後世的德意志帝國及大日本帝國，藉以喚起愛國情緒。不過，受到他與艾瑪的婚外情影響，納爾遜的英雄色彩其實在19世紀初年一度遭人淡忘，但隨著維多利亞時代的歷史學者慢慢隱去這段歷史，他的英雄主義色彩和愛國精神在19世紀中葉開始被發揚光大，其中，為紀念1805年特拉法加戰役而建的倫敦特拉法加廣場，就要到1843年方告竣工。此後，納爾遜成為了大英帝國及其海上霸權的其中一個重要象徵，一直持續至第一次世界大戰為止。當中，英國1894年成立的海軍聯盟（Navy League）就大力鼓吹納爾遜的英雄色彩，更自1896年起定10月21日為特拉法加日（Trafalgar Day），以紀念納爾遜。英聯邦不少地區至今仍慶祝這個節日。
在第一次世界大戰期間，不少英國人曾期望英國將誕生第二位納爾遜，帶領英國重演特拉法加戰役一幕，但是這個希望落空了，而英國在戰後也開始失去長久以來的海上霸權。雖然如此，納爾遜仍然受到英國人的敬重和愛戴，他在特拉法加戰役中的旗艦HMS勝利號在1920年代獲得重修和永久安置，他與艾瑪的風流韻事更在1941年被亞歷山大·柯達爵士拍成電影，而BBC於2002年舉辦的最偉大的100名英國人投票中，納爾遜位列第九，反映出他在英國人心目中仍享崇高地位。但有意見認為，納爾遜本身也不是完美無缺的軍事天才，他雖然精於海戰戰術，但是航海經驗不算特別突出，而從他在那不勒斯的經歷，也反映出他欠缺政治手腕，再加上他的風流韻事，使他不單止被輿論讚美過，也曾被責備過和嘲弄過，各種評論的差異使他具有一定爭議。
|  |  |  |

納爾遜身後，英國國內及其屬土不少地方，皆先後建立各式各樣的紀念性建築物，以紀念一代海軍將領。其中規模最宏大的，要算位於倫敦市中心西敏的特拉法加廣場，廣場本身在1835年初步建成，但要到納爾遜圓柱於1843年建成後，整個廣場才告竣工。除倫敦外，愛爾蘭都柏林也早在1808年建成納爾遜柱（Nelson's Pillar），不過紀念柱已在1966年遭反英份子炸毀。除建築物以外，英國及其屬土不少地方均有道路以納爾遜命名，當中比較有名的包括位於前殖民地香港九龍的奶路臣街（Nelson Street）。

## 榮譽

### 頭銜
- 霍雷肖·納爾遜 （1758年9月29日－1771年）
- 海軍候補少尉霍雷肖·納爾遜 （1771年－1776年）
- 署理海軍上尉霍雷肖·納爾遜 （1776年－1777年4月）
- 海軍上尉霍雷肖·納爾遜 （1777年4月－1778年12月8日）
- 海軍中校霍雷肖·納爾遜 （1778年12月8日－1779年6月）
- 海軍上校霍雷肖·納爾遜 （1779年6月－1796年4月）
- 海軍准將霍雷肖·納爾遜 （1796年4月－1796年8月）
- 署理海軍少將霍雷肖·納爾遜 （1796年8月－1797年2月20日）
- 藍旗海軍少將霍雷肖·納爾遜 （1797年2月20日－1797年5月27日[17]）
- 藍旗海軍少將霍雷肖·納爾遜爵士，KB （1797年5月27日－1798年11月6日）
- 藍旗海軍少將納爾遜勳爵閣下，KB （1798年11月6日－1799年2月14日）
- 紅旗海軍少將納爾遜勳爵閣下，KB （1799年2月14日－1801年1月1日[18]）
- 藍旗海軍中將納爾遜勳爵閣下，KB （1801年1月1日－1801年5月22日[19]）
- 藍旗海軍中將納爾遜子爵閣下，KB （1801年5月22日－1804年4月23日）
- 白旗海軍中將納爾遜子爵閣下，KB （1804年4月23日－1805年10月21日[20]）

### 殊勳
- K.B. （1797年5月27日[21]）
- 世襲男爵 （1798年11月6日[12]）
- 世襲公爵 （那不勒斯，1799年7月[22]）
- 新月勳章 （鄂圖曼，1799年8月[23]）
- 聖費迪南及功績勳章 （那不勒斯，1800年[23]）
- 世襲子爵 （1801年5月22日[12]）
- 世襲男爵 （1801年8月18日[12]）
- 聖約阿基姆爵級大司令勳章 （德意志地區，1801年9月14日[24]）

### 榮譽學位
- 民法學博士 （牛津大學，1802年[16]）

### 榮譽市民
- 巴斯、索爾斯伯利、埃克塞特、普利茅斯、蒙茅斯、肯特郡三文治、牛津、赫里福德及伍斯特。[25]

### 部份以納爾遜命名的事物
- 以納爾遜命名的街道散見於英國及其屬土，較著名者包括位於前殖民地香港九龍的奶路臣街（Nelson Street）。
- 尼爾遜市（City of Nelson），位於紐西蘭南島北端的城鎮。
- 納爾遜島（Nelson Island），位於英屬哥倫比亞。
- 納爾遜島（Nelson's Island），位於埃及阿布吉爾灣。
- 納爾遜海軍船塢（Nelson's Dockyard），位於安提瓜島。
- HMS納爾遜號，多艘皇家海軍艦隻皆以此命名。

## 注腳
1. 1 2 3 4 5 6 7 8 9 10 11 12 13 14 15 16 17 18 19  "Chronology of Nelson", The Nelson Society, retrieved on 22 August 2009.
2. ↑  Sugden（2004年），第36页
3. 1 2 3 4 5 6 7 8 9 10 11 12 13 14 15 16 17 18 19 20 21 22 23 24 25 26 27 28 29 30 31 32 33 34 35 36 37 38 39 40 41 42 43 44 45 46 47 48 49 50 51 52 53 54 55 56 57 58 59 60 61 62 63 64 65 66 67 68 69 70 71 72 73 74 75 76 77 78 79 80 81 82 83 84 85 86 87 88 89 90 91 92 93 94 95 96 97 98 99 100 101 102 103 104 105 106 107 108 109 110 111 112 113 114 115 116 117 118 119 120 121 122 123 124 125 126 127 128 129 130 131 132 133 134 135 136 137 138 139 140 141 142 143 144 145 146 147 148 149 150 151 152 153 154 155 156 157 158 159 160 161 162 163 164 165 166  N. A. M. Rodger. .  線上版. 牛津大學出版社. 2004. doi:10.1093/ref:odnb/19877. 需要订阅或英国公共图书馆会员资格
4. 1 2 3 4 5 6 7 8 9 10 11 12 13 14 15 16 17 18 19 20   Chisholm, Hugh (编). .  (第11版). London: Cambridge University Press. 1911.
5. ↑  Sugden（2004年），第243页
6. ↑  Hibbert（1994年），第205页
7. ↑  Hibbert（1994年），第246页
8. 1 2  Hibbert（1994年），第372页
9. 1 2 3 4 5  Hibbert（1994年），第376页
10. ↑  Hayward（2003年），第63页
11. ↑  Hibbert（1994年），第392页
12. 1 2 3 4  "NELSON", Leigh Rayment's Peerage Page, retrieved on 16 August 2009.
13. ↑  Tom Pocock, "Hamilton [née Lyon], Emma, Lady Hamilton", Oxford Dictionary of National Biography 5th edition, Oxford University Press, 2004.
14. ↑  Lee（2005年），第3–4页
15. ↑  "Churchill voted greatest Briton （页面存档备份，存于）", BBC News, 24 November 2002.
16. 1 2  Lambert（2004年），第327页
17. ↑  Coleman（2001年），第131页
18. ↑  "Issue 15107 （页面存档备份，存于）", London Gazette, 12 February 1799, p.2.
19. ↑  "Issue 15324 （页面存档备份，存于）", London Gazette, 30 December 1800, p.8.
20. ↑  "Issue 15695 （页面存档备份，存于）", London Gazette, 21 April 1804, p.3.
21. ↑  Joseph Timothy Haydn, Book of Dignities, London: W.H. Allen and Co., 1850.
22. ↑  Coleman（2001年），第353页
23. 1 2  The Naval Chronicle, p.233
24. ↑  "Admiral Lord Nelson", Order of Saint Joachim, retrieved on 16 August 2009.
25. ↑  Pettigrew（1849年），第96页

## 延伸閱讀
- William Beatty, Authentic Narrative of the Death of Lord Nelson, London: T. Davison, White-Friars, 1807. 網上版本 （页面存档备份，存于）
- Robert Southey, The Life of Nelson, New York: Harper & Brothers, 1836. 網上版本 （页面存档备份，存于）
- Thomas Pettigrew, Memoirs of the Life of Vice-Admiral, Lord Viscount Nelson, K. B., Duke of Bronté, London: T. & W. Boone, 1849. 網上版本 （页面存档备份，存于）
- Edgar Vincent, Nelson: Love & Fame, Basic Books, 2003.
- Terry Coleman, The Nelson Touch: The Life and Legend, Oxford University Press, 2004.
- Roger Knight, The Pursuit of Victory: The Life and Achievement of Horatio Nelson, New York: Basic Books, 2005.

## 外部連結
- 納爾遜學會 （页面存档备份，存于）
- 納爾遜博物館 （页面存档备份，存于）
- AboutNelson （页面存档备份，存于）
- Book Review of An Admiral with a Star Quality - The Oxanian Review of Books

| 大不列顛貴族爵位 | 大不列顛貴族爵位         | 大不列顛貴族爵位   |
| ---------------- | ------------------------ | ------------------ |
| 前任： 新創設    | 納爾遜男爵 1798年–1805年 | 繼任： 斷絕        |
| 聯合王國貴族爵位 |                          |                    |
| 前任： 新創設    | 納爾遜子爵 1801年–1805年 | 繼任： 斷絕        |
| 前任： 新創設    | 納爾遜男爵 1801年–1805年 | 繼任： 威廉·納爾遜 |